# مصر باستان

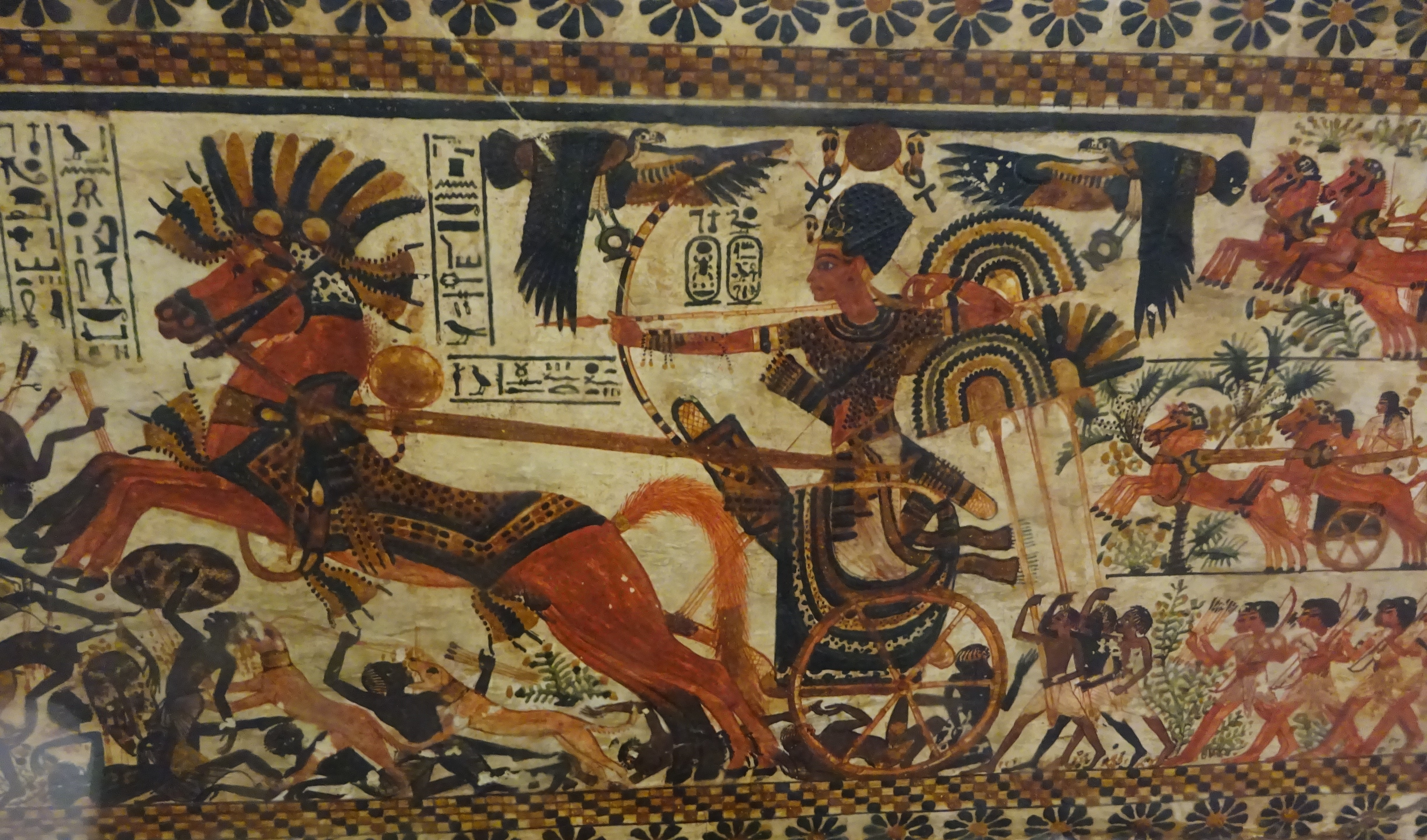
نگاره‌ای از توت‌عنخ‌آمون سوار بر ارابهٔ جنگی؛ دودمان هجدهم مصر.

مصر باستان تمدنی در شمال شرقی آفریقا بود که در امتداد بخش‌های پایینی رود نیل شکل گرفت. وحدت سیاسی مصر علیا و سفلی توسط منس در حدود ۳٬۱۰۰ سال قبل از میلاد به‌طور معمول نقطهٔ آغاز تاریخ تمدن مصر باستان محسوب می‌شود. تاریخ مصر باستان در بر گیرندهٔ مجموعه‌ای از پادشاهی‌های باثبات است که دوره‌هایی از بی‌ثباتی نسبی میان آن‌ها فاصله انداخته است: پادشاهی کهن عصر برنز آغازین، پادشاهی میانه عصر برنز میانی و پادشاهی نوین عصر برنز متأخر.
مصر در دوران پادشاهی نوین به اوج قدرتش رسید و بخش بزرگی از نوبه و سرزمین شام را فتح و اداره کرد. پس از آن وارد دوره‌ای از افول تدریجی شد و قدرت‌های خارجی مختلفی از جمله هیکسیوس‌ها، نوبی‌ها، آشوری‌ها، هخامنشیان و اسکندر مقدونی به مصر حمله یا آن را فتح کردند. پس از مرگ اسکندر، پادشاهی یونانی بطلمیوسی تا سال ۳۰ قبل از میلاد بر کشور حکومت کرد. این دولت در زمان فرمانروایی کلئوپاترا به دست امپراتوری روم ساقط و به استانی رومی تبدیل شد. مصر، به استثنای دورهٔ کوتاه حکومت ساسانیان، تا دههٔ ۶۴۰ پس از میلاد تحت کنترل روم باقی ماند، تا اینکه مسلمانان فتحش کردند.
رونق تمدن مصر باستان تا حدودی ناشی از توانایی آن در بهره‌گیری از شرایط درهٔ رود نیل برای کشاورزی بود. سیل‌های قابل پیش‌بینی و آبیاری کنترل‌شدهٔ این درهٔ حاصلخیز باعث تولید مازاد محصولات کشاورزی می‌شد که حاصلش جمعیتی بزرگ‌تر و متراکم‌تر؛ و دگرگونی اجتماعی و فرهنگی بود. به لطف منابع اضافی، دولت‌های مصر می‌توانستند به حمایت از برنامه‌هایی چون استخراج مواد معدنی دره و مناطق بیابانی اطراف، تنظیم سامانهٔ نوشتاری مستقل، سازماندهی پروژه‌های ساختمانی و کشاورزی جمعی، تجارت با مناطق اطراف و ارتشی برای حفاظت از منافع امپراتوری مبادرت ورزند. سازماندهی این فعالیت‌ها بر عهدهٔ دیوان‌سالاری متشکل از کاتبان، رهبران مذهبی و دولتمردانی تحت سایهٔ فرعون بود که وحدت مردم مصر را در چارچوب نظامی پیچیده از باورهای مذهبی مختلف حفظ می‌کرد.
از دستاوردهای پرشمار مصریان باستان می‌توان به روش‌های استخراج سنگ، نقشه‌برداری و ساخت‌وساز اشاره کرد که ساخت اهرام، معابد و ابلیسک را ممکن ساخت. مجموعه‌ای از کشفیات ریاضی، نظام کارا و مؤثر پزشکی، سیستم‌های آبیاری و تکنیک‌های تولید محصولات کشاورزی، اولین قایق‌های تخته‌ای شناخته شده، فناوری لعاب‌سازی و شیشه‌سازی مصری، اشکال جدید ادبیات و قدیمی‌ترین معاهدهٔ صلح کشف شده که با هیتی‌ها منعقد شده بود، از دیگر دستاوردهای مصریان باستان است. مصر باستان میراثی ماندگار از خود به جای گذاشته است؛ هنر و معماری آن به‌طور فراگیری الگوبرداری و آثار باستانی آن به گوشه و کنار دوردست جهان برده شده است. ویرانه‌های عظیم آن برای هزاران سال تخیل مسافران و نویسندگان را برانگیخته است. کاوش‌های باستان‌شناسی در قرون اخیر توسط اروپاییان و مصریان منجر به علاقهٔ نویافته‌ای نسبت به آثار باستانی و بررسی علمی تمدن مصر شده است.

## تاریخ
رود نیل برای بخش بزرگی از تاریخ بشر، شاهرگ حیات منطقهٔ خود بوده است. دشت‌های سیلابی حاصلخیز نیل به انسان‌ها امکان داد اقتصادی مبتنی بر کشاورزی و یک‌جانشینی و جامعهٔ متمرکزتر و پیچیده‌تری پدیدآورند که سنگ بنایی برای تمدن بشری شد. انسان‌های شکارچی-گردآورندهٔ کوچ‌نشین حدود ۱۲۰٬۰۰۰ سال پیش در پایان دورهٔ پلیستوسن میانه در درهٔ نیل ساکن شدند. تا اواخر دورهٔ پارینه‌سنگی، آب و هوای بیابانی شمال آفریقا شدیداً گرم و خشک شده بود و مردم منطقه را مجبور به تراکم در امتداد رودخانه کرد.

### پیشاسلسله‌ای

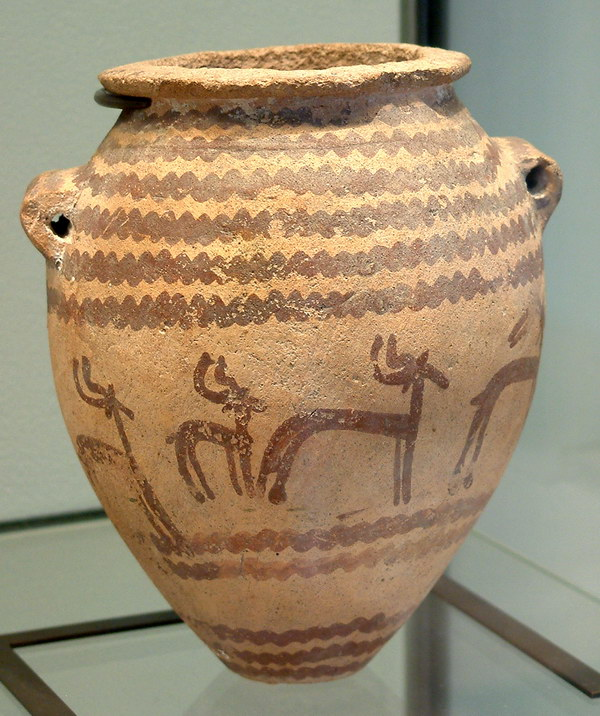
ظرف سفالی از تمدن نقاده، تزئین شده با نقش و نگار غزال (دورهٔ پیشاسلسله‌ای)

در دوران پیشاسلسله‌ای و سلسله‌های اولیه، آب و هوای مصر بسیار کمتر از وضعیت فعلی خشک بود. مناطق وسیعی از مصر پوشیده از گرم‌دشت‌های پر درخت بود و گله‌های سم‌داران علفخوار در آن می‌چریدند. گیاهان و جانوران در همهٔ محیط‌ها بسیار پر رونق بودند و منطقهٔ نیل نیازهای جمعیت بزرگی از غازسانان را تأمین می‌کرد. شکار برای مصری‌ها پیشهٔ مرسومی بود و بسیاری از حیوانات برای اولین بار در همین دوره اهلی شدند.
تا حدود ۵٬۵۰۰ سال پیش از میلاد، قبایل کوچک ساکن درهٔ نیل به مجموعه‌ای از تمدن‌ها تبدیل شده بودند که توانایی کشاورزی و دامپروری داشتند و امروزه از بقایای سفالینه‌ها و اشیای شخصی مانند شانه‌ها، دستبندها و مهره‌هایشان قابل شناسایی هستند. بزرگترینِ این تمدن‌های اولیه در مصر علیا (جنوبی) تمدن بداری بود که احتمالاً از صحرای غربی سرچشمه گرفته بود. این تمدن به دلیل سرامیک‌های با کیفیت، ابزار سنگی و استفاده از مس شناخته شده است.
پس از بداری، تمدن نقاده (نقادهٔ اول (مراتین)، نقادهٔ دوم (گرزه) و نقادهٔ سوم (سمین)) پدید آمد. این تمدن‌ها پیشرفت‌های تکنولوژیکی متعددی به ارمغان آوردند. از همان ابتدای دورهٔ نقادهٔ اول، مصریان از اتیوپی ابسیدین وارد می‌کردند که برای ساخت تیغه‌ها و اشیاء دیگر از تراشه‌های سنگی به کار می‌رفت. تجارت متقابل با سرزمین شام در دورهٔ نقاده دوم (حدود ۳۶۰۰–۳۳۵۰ سال قبل از میلاد) برقرار شد. این دوره همچنین آغاز تجارت با میانرودان بود که تا اوایل دورهٔ سلسله‌ای و بعد از آن ادامه داشت. در طول دوره‌ای حدود ۱٬۰۰۰ ساله، تمدن نقاده از چند جامعهٔ کوچک کشاورزی به تمدنی قدرتمند تبدیل شد که رهبران آن سلطهٔ کاملی بر مردم و منابع درهٔ نیل داشتند. رهبران نقادهٔ سوم با ایجاد مرکز قدرتی در نخن و بعداً در ابیدوس، کنترل خود بر مصر را به سمت شمال در امتداد دلتای نیل گسترش دادند. آنها همچنین با نوبه در جنوب، واحه‌های صحرای غربی در غرب و تمدن‌های مدیترانه شرقی و خاور نزدیک در شرق داد و ستد می‌کردند.
تمدن نقاده طیف وسیعی از کالاهای مادی به جا گذاشته است که نشان دهندهٔ افزایش قدرت و ثروت طبقات حاکم است. این یافته‌ها اقلام شخصی زندگی روزمرهٔ مردم آن را نیز مشخص می‌کند؛ این اقلام شامل شانه‌ها، مجسمه‌های کوچک، سفالینه‌های منقش، گلدان‌های تزئینی سنگی با کیفیت، پالت‌های آرایشی و جواهرات زرین، لاجوردی و عاج هستند. آن‌ها همچنین لعاب سرامیکی ابداع کردند که تا دورهٔ رومی‌ها برای تزئین فنجان‌ها، طلسم‌ها و مجسمه‌ها به وفور استفاده می‌شد. استفاده از نمادهای مکتوب در آخرین مرحلهٔ تاریخ پیشاسلسله‌ای آغاز شد که در نهایت سامانهٔ خطی هیروگلیفی کاملی برای نوشتن زبان مصری باستان از آن پدید آمد.

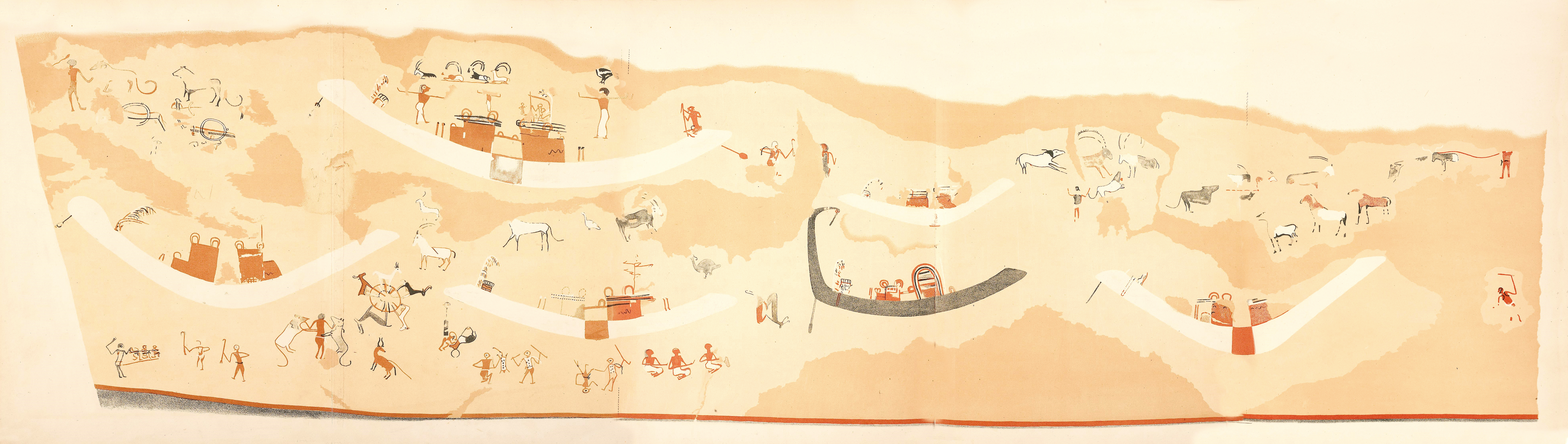
از نخستین نقاشی‌های مقابر؛ یافت شده در نخن، c. ۳۵۰۰ ق‌م، تمدن نقاده

### دورهٔ سلسله‌ای اولیه (حدود ۳۱۵۰–۲۶۸۶ ق‌م)

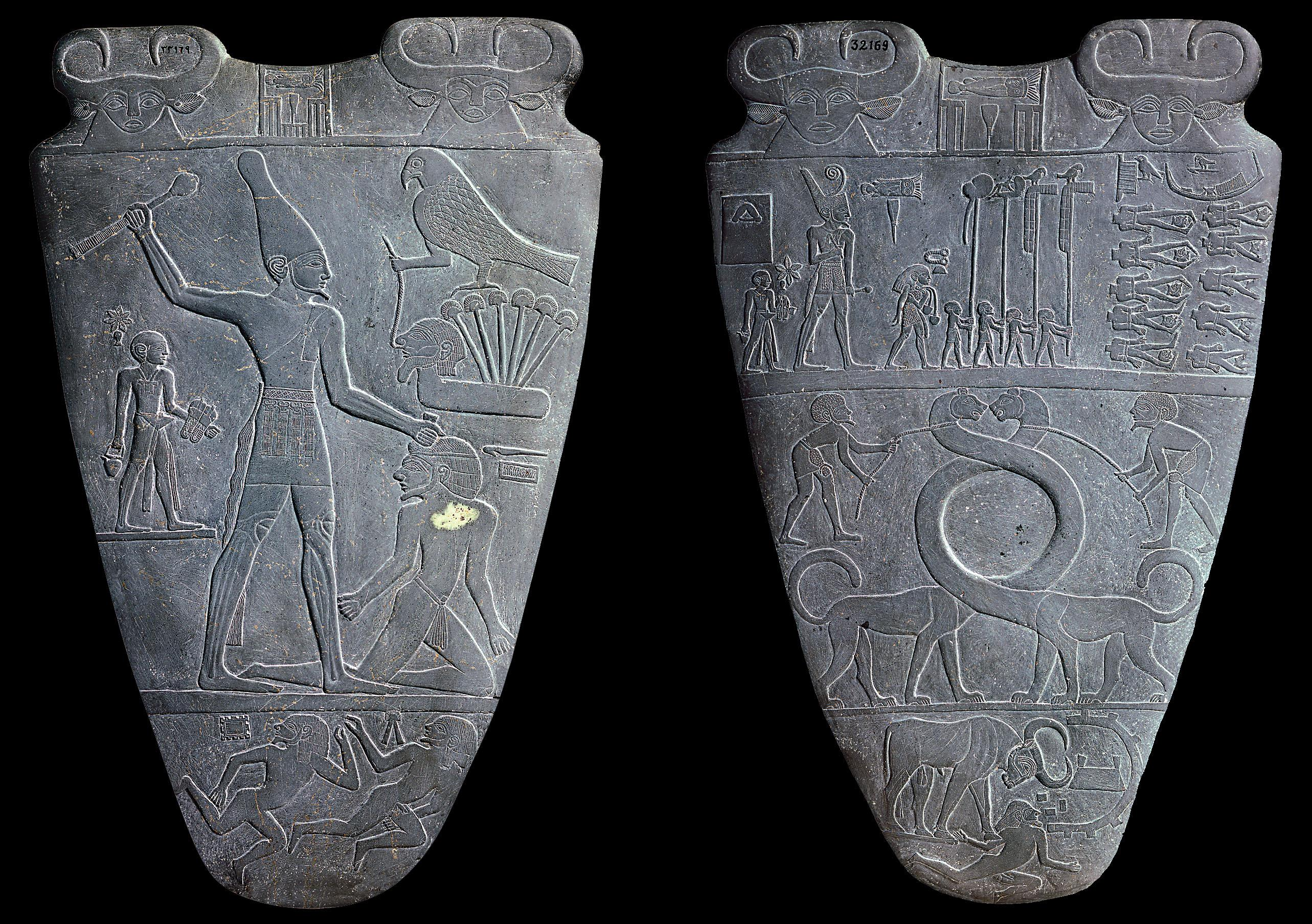
لوحه نارمر و اعلام اتحاد دو سرزمین مصر.

دورهٔ سلسله‌ای اولیه تقریباً همزمان با تمدن‌های اولیهٔ سومری-اکدی در بین‌النهرین و ایلام در ایران بود. مانثون، کاهن مصری قرن سوم پیش از میلاد، فهرست طولانی پادشاهان مصر از منس تا زمان خودش را به ۳۰ سلسله تقسیم کرده که این تقسیم‌بندی تا به امروز نیز مورد استفاده قرار می‌گیرد. او تاریخ رسمی خود را با پادشاهی به نام «منی» (یا منس در زبان یونانی) آغاز کرده که گفته می‌شود دو پادشاهی مصر علیا و مصر سفلی را متحد کرده است.
گذار به دولتی متحد، آرام‌تر از آنچه نویسندگان مصری باستان به تصویر کشیده‌اند، رخ داده است و هیچ سند از عصر منس وجود ندارد. با این حال، برخی از محققان اکنون بر این باورند که منسِ افسانه‌ای ممکن است همان شاه نارمر بوده باشد؛ لوح تشریفاتی از نارمر وجود دارد که او را با لباس‌های سلطنتی می‌نمایاند و به صورت نمادین وحدت مصر را نشان می‌دهد.
در دورهٔ سلسله‌ای اولیه که حدود ۳٬۰۰۰ سال قبل از میلاد آغاز شد، اولین پادشاهان سلسله‌ای پایتختی در ممفیس بنا کردند. آز آنجا می‌توانستند بر نیروی کار و کشاورزی منطقهٔ حاصلخیز دلتا، و همچنین مسیرهای تجاری پرسود و مهم به شام کنترل داشته باشد و سلطهٔ خود را بر مصر سفلی تقویت کنند. قدرت و ثروت رو به افزایش پادشاهان دورهٔ سلسله‌ای اولیه در مقبره‌های مصطبه‌ای پر لعاب و سازه‌های عبادت مردگان در ابیدوس که برای بزرگداشت پادشاهان الهی پس از مرگشان ساخته می‌شد، قابل مشاهده است. نهاد قدرتمند پادشاهی به سلطهٔ دولت بر زمین، نیروی کار و منابعی که برای بقاء و رشد تمدن مصر باستان ضروری بودند، مشروعیت می‌بخشید.

### دورهٔ پادشاهی کهن (۲۶۸۶ تا ۲۱۸۱ ق‌م)
پیشرفت‌های قابل توجهی در معماری، هنر و فناوری در زمان پادشاهی کهن اتفاق افتاد که محصول افزایش بهره‌وری کشاورزی و جمعیت بود و دولت مرکزیِ با دوام امکان‌پذیرش کرده بود. برخی از دستاوردهای برجستهٔ مصر باستان، نظیر اهرام جیزه و ابوالهول بزرگ، در عصر پادشاهی کهن ساخته شدند. مقامات دولتی تحت رهبری وزیر اعظم مالیات جمع‌آوری می‌کردند، پروژه‌های آبیاری را برای بهبود محصول زراعی اجرا می‌کردند، دهقانان را برای کار در پروژه‌های ساختمانی فرا می‌خواندند و نظام قضایی برای حفظ صلح و نظم ایجاد کردند.

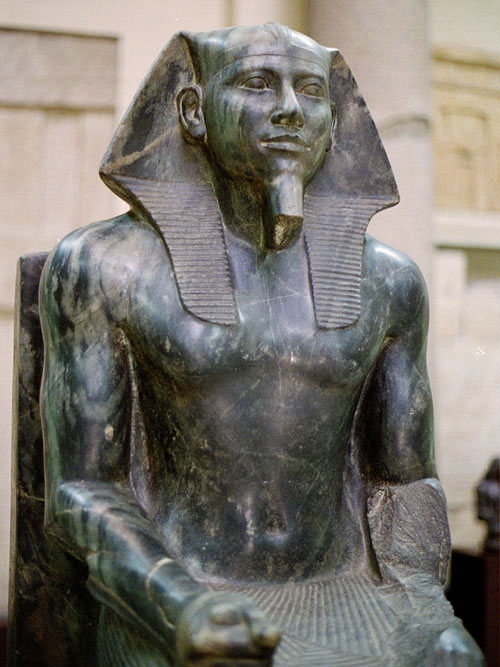
خفرع بر تخت پادشاهی

با افزایش اهمیت دولت مرکزی در مصر، طبقهٔ جدیدی از کاتبان و مقامات تحصیل‌کردهٔ به وجود آمدند که پادشاه در ازای خدماتشان به آن‌ها املاک اعطا می‌کرد. پادشاهان همچنین برای اطمینان از اینکه این نهادها منابع کافی برای پرستش پادشاه پس از مرگش را خواهند داشت، به اماکن مذهبی و معابد محلی خود نیز زمین‌هایی اهدا می‌کردند. محققان بر این باورند که این اعمال در طی پنج قرن به تدریج باعث فرسایش حیات اقتصادی مصر شد و اقتصاد دیگر توانایی تأمین این دولت مرکزی بزرگ را نداشت. با کاهش قدرت پادشاهان، فرمانداران منطقه‌ای که نُومارک نامیده می‌شدند، اقتدار مقام پادشاه را زیر سؤال بردند. اعتقاد بر این است این امر به همراه خشکسالی‌های شدید بین سال‌های ۲۲۰۰ و ۲۱۵۰ قبل از میلاد، باعث شد کشور وارد دورهٔ ۱۴۰ سالهٔ قحطی و درگیری شود که به دورهٔ میانی نخست موسوم است.

### دورهٔ میانی نخست (۲۱۸۱ تا ۲۰۵۵ ق‌م)
با فروپاشی حکومت مرکزی مصر در پایان پادشاهی کهن، دیگر امکان رشد و ثبات اقتصاد کشور وجود نداشت. فرمانداران محلی در زمان بحران نمی‌توانستند به کمک پادشاه متکی باشند و کمبودهای غذایی و اختلافات سیاسی بعدی به قحطی و جنگ‌های داخلی محلی ختم شد. با این حال، علیرغم مشکلات دشوار، رهبران محلی که دیگر از زیر بار خراج سنگین به پادشاه خلاص شده بودند، از استقلال نویافتهٔ خود برای ایجاد فرهنگی شکوفا در استان‌ها استفاده کردند. استان‌ها با سلطه بر منابع خود از نظر اقتصادی ثروتمندتر شدند — ثروتی که خود را در قبور بزرگ‌تر و بهتری که برای مردمان تمام طبقات تجلی داده است. هنرمندان استانی نقوش فرهنگی را که قبلاً در انحصار خانوادهٔ سلطنتی پادشاهی کهن بود، اقتباس و با هنر محلی تلقی کردند. کاتبان نیز سبک‌های ادبی تازه‌ای بنیاد نهادند.
حاکمان محلی که دیگر خادم هیچ پادشاهی نبودند، به رقابت برای سلطه بر سرزمین یکدیگر و انباشت قدرت سیاسی برخاستند. تا سال ۲۱۶۰ قبل از میلاد، حاکمان هراکلئوپولیسی کنترل مصر سفلی را در شمال؛ و دودمان اینتف — خاندانی رقیب مستقر در تبس — حاکمیت مصر علیا در جنوب را در دست گرفتند. با افزایش قدرت دودمان اینتف و گسترش قدرت آن‌ها به سمت شمال، درگیری بین دو دودمان رقیب اجتناب‌ناپذیر شد. نیروهای شمالی تبسی تحت فرمان نبه‌پترا منتوهوتپ دوم سرانجام حاکمان هراکلوپولیسی را حدوداً در سال ۲۰۵۵ قبل از میلاد شکست دادند و دو سرزمین را متحد کردند. آنها همچنین دوره‌ای از رونق اقتصادی و فرهنگی را پدیدآوردند که به پادشاهی میانه معروف است.

### پادشاهی میانه (۲۱۳۴–۱۶۹۰ ق‌م)

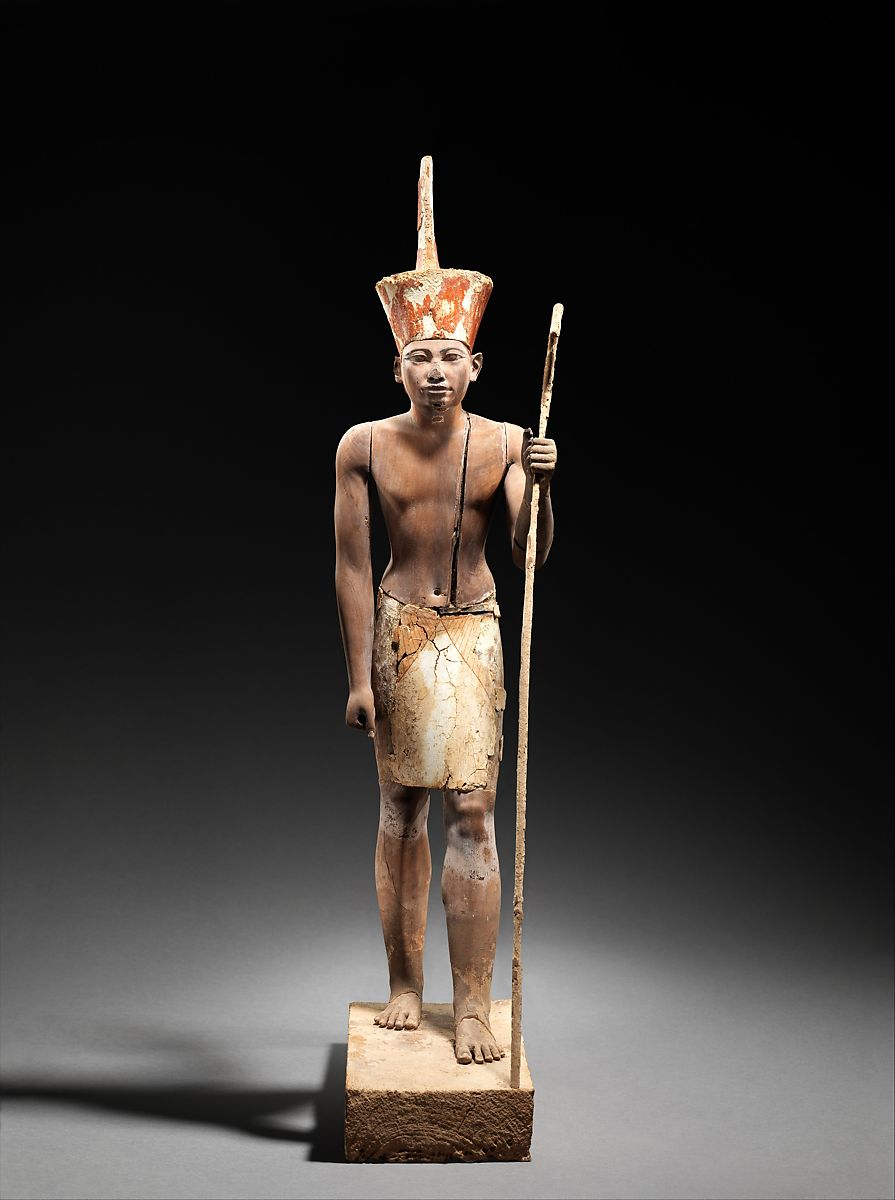
پیکری با تاج قرمز مصر سفلی، به احتمال زیاد آمنمهات دوم یا سنوسرت دوم.

پادشاهان پادشاهی میانه ثبات و شکوفایی را به کشور بازگرداندند و در نتیجه باعث رونق مجدد هنر، ادبیات و پروژه‌های ساختمانی عظیم شدند. منتوهوتپ دوم و جانشینان سلسلهٔ یازدهمی او از تبس حکومت می‌کردند، اما وزیر اعظم آمنمهات یکم سلطنت را حدوداً در سال ۱۹۸۵ پیش از میلاد در دست گرفت، سلسلهٔ دوازدهم را آغازید و پایتخت پادشاهی را به شهر ایچتاوی منتقل کرد که در فیوم واقع شده بود. پادشاهان سلسلهٔ دوازدهم طرح آبادسازی سرزمین و آبیاری را برای افزایش تولید کشاورزی در منطقه پیش بردند. علاوه بر این، ارتش مصر سرزمین‌های نوبه — که غنی از معادن و طلا بود — را دوباره تصرف کرد. کارگران در دلتای شرقی سازه‌ای دفاعی به نام «دیوارهای فرمانروا» برای دفاع در برابر حملات خارجی‌ها ساختند.
با تضمین امنیت نظامی و سیاسی کشور توسط پادشاهان و در اختیار داشتن ثروت فراوان زراعی و معدنی؛ جمعیت، هنر و مذهب مصر شکوفا شد. نگرش پادشاهی کهن به خدایان نخبه‌گرایانه بود، اما آثار و اشیای مذهبی یافت‌شده از پادشاهی میانه متعلق به طبقات پایین‌تر هم هستند.. آثار ادبی پادشاهی میانه حاوی مضامین و شخصیت‌های پیچیده‌ای هستند و با نثری فصیح نوشته شده‌اند. هنر نقوش برجسته و تندیس‌های این دوره، جزئیات ریز و درشت را با ظرافت فنی جدیدی به تصویر کشیده‌اند.
آمنمهات سوم، آخرین فرمانروای بزرگ پادشاهی میانه، به مهاجران کنعانی سامی زبان از خاور نزدیک اجازه داد در منطقهٔ دلتا ساکن شوند تا نیروی کار کافی برای فعالیت‌های معدن و ساخت و ساز او را فراهم کنند. با این حال، این فعالیت‌های ساختمانی و معدنی پر زرق و برق، همراه با سیلاب‌های شدید نیل در اواخر حکومت او، به اقتصاد فشار آورد و باعث سقوط تدریجی به دورهٔ میانی دوم در طول سلسله‌های سیزدهم و چهاردهم شد. در طی این عصر رکود، قدرت مهاجران کنعانی در منطقهٔ دلتا به مرور افزایش یافت تا اینکه در نهایت اینان به عنوان هیکسوس در مصر به قدرت رسیدند.

### دورهٔ میانی دوم (۱۶۷۴ تا ۱۵۴۹ ق‌م) و هیکسوس
گروهی از مردم غرب آسیا به نام هیکسوس که قبلاً در دلتا مستقر شده بودند، حدوداً در سال ۱۷۸۵ قبل از میلاد پس از تضعیف قدرت پادشاهی میانه، کنترل مصر را به دست گرفتند. آنان اواریس را پایتخت خود قرار دادند و دولت مرکزی سابق را مجبور کردند به تبس عقب‌نشینی کند. اینان با پادشاه چون دست‌نشاندهٔ رفتار می‌کردند و مجبورش کردند خراج بپردازد. هیکسوس («حاکمان خارجی») الگوهای حکومتی مصر را حفظ و خود را پادشاه معرفی کردند و بدین ترتیب عناصر مصری وارد فرهنگشان شد. آنها و دیگر مهاجمان، مصر را با سلاح‌های جنگی جدیدی آشنا کردند، به ویژه تیر و کمان ترکیبی و ارابه‌های اسبی.
پادشاهان بومی تبس پس از عقب‌نشینی به جنوب، خود را میان هیکسوس‌های کنعانی که از شمال حکومت می‌کردند و کوشی‌ها — متحدان نوبی هیکسوس — در جنوب گرفتار یافتند. تبس سال‌ها خراج پرداخت، تا اینکه اندازهٔ کافی نیرو جمع‌آوری کرد و در منازعه‌ای که بیش از ۳۰ سال به طول انجامید، تا ال ۱۵۵۵ قبل از میلاد، با هیکسوس وارد جنگ شدند. تائو دوم و کاموسه در نهایت توانستند نوبی‌ها را در جنوب مصر شکست دهند، اما در شکست دادن هیکسوس ناموفق بودند. این وظیفه بر عهدهٔ اهمسه یکم، جانشین کاموس، افتاد که با موفقیت سلسله حملاتی ترتیب داد که برای همیشه حضور هیکسوس را در مصر ریشه‌کن کرد. او سلسلهٔ جدیدی بنا نهاد و دورهٔ پادشاهی نوین آغاز شد، عصری که ارتش اولویت اصلی پادشاهان بود و برای گسترش مرزهای مصر و تسلط بر خاور نزدیک تلاش می‌کردند.

### پادشاهی نوین (۱۵۴۹–۱۰۶۹ ق‌م)

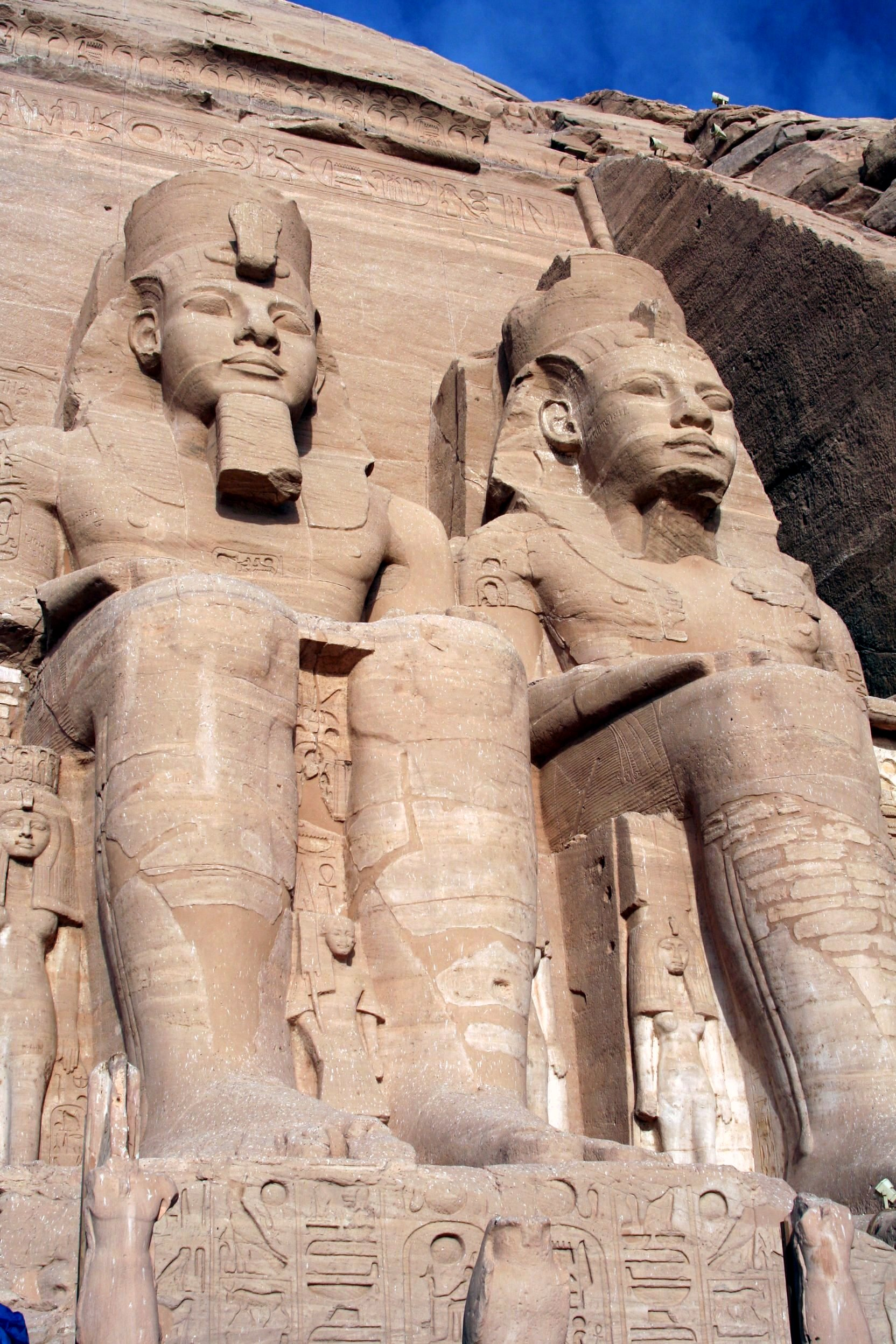
چهار مجسمهٔ غول‌پیکر رامسس دوم، ورودی معبد ساختهٔ او در ابوسمبل

فرعونهای پادشاهی نوین با تأمین امنیت مرزهای خود و تقویت روابط دیپلماتیک با همسایگانشان، از جمله میتانی، آشور و کنعان، دوره‌ای از رونق بی‌سابقه رقم زدند. لشکرکشی‌های نظامی تحوتموس یکم و نوه‌اش تحوتموس سوم سبب پدید آمدن وسیع‌ترین امپراتوری مصر شد. از زمان مرنپتاه به بعد، فرمانروایان مصر لقب فرعون را بر خود گرفتند. در بین حکومت‌های اینان، ملکه‌ای به نام حتشپسوت به حکومت رسید و عنوان فرعون بر خود نهاد. او پروژه‌های ساختمانی بسیاری ترتیب داد، خاصه با هدف بازسازی معابد تخریب شده توسط هیکسوس، و همچنین کاروان‌های تجاری به پونت و سینا فرستاد.
تا زمان مرگ تحوتموس سوم در سال ۱۴۲۵ قبل از میلاد، مرزهای امپراتوری مصر از نیا در شمال غربی سوریه تا تنداب چهارم نیل در نوبه امتداد داشت. این حکومت وسیع راه را برای دسترسی به واردات اقلام مهمی مانند برنز و چوب باز می‌کرد. فرعون‌های پادشاهی نوین تلاش بسیار برای ترویج پرستش آمون، خدایی به مرکزیت کرنک، کردند. آنها همچنین بناهایی برای تجلیل از دستاوردهای خود، چه واقعی و چه تبلیغاتی، ساختند. معبد کرنک بزرگ‌ترین معبد ساخته شده توسط مصریان است.
در حدود سال ۱۳۵۰ قبل از میلاد، ثبات پادشاهی نوین با به سلطنت رسیدن آمنهوتپ چهارم و اصلاحات رادیکال و آشفتهٔ او تهدید شد. آمنهوتپ به حمایت از پرستش آتون، خدای خورشید که سابقاً گمنام بود پرداخت و پرستش اکثر خدایان دیگر را سرکوب کرد. او نام خود را به آخناتون تغییر داد و پایتخت مصر را به شهر جدید آختاتون (عمارنه امروزی) منتقل کرد. پس از مرگ او، آتون‌پرستی به سرعت متروک و نظم مذهبی سنتی دوباره برقرار شد. فراعنهٔ بعدی، از جمله توت‌عنخ‌آمون، آیی و هرمهب، تلاش کردند تمام آثار بدعت آخناتون را پاک کنند. این عصر اکنون به دوره عمارنه معروف است.
رامسس دوم، موسوم به رامسس کبیر، حوالی سال ۱۲۷۹ پیش از میلاد به سلطنت رسید و معابد بیشتری ساخت، تندیس‌ها و ابلیسک‌های بیشتری برپا کرد و بیش از هر فرعون دیگری در تاریخ، صاحب فرزند شد. رامسس دوم رهبر نظامی جسوری بود و ارتش خود را در نبرد کادش (در سوریهٔ امروزی) علیه هیتی‌ها فرماندهی کرد. این نبرد به بن‌بست رسید و سرانجام در حدود سال ۱۲۵۸ قبل از میلاد طرفین با آنچه اولین معاهدهٔ صلح ثبت‌شده در تاریخ است موافقت کردند.
مصر و ثروت عظیمش همیشه هدف وسوسه‌انگیزی برای خارجیان بود، به ویژه بربرهای لیبی در غرب و مردمان دریا، قومی مرموز از دریای اژه. در ابتدا ارتش توانست این حملات را دفع کند، اما مصر سرانجام سرزمین‌های باقیماندهٔ خود در جنوب کنعان را از دست داد و بیشتر آن‌ها به دست آشوری‌ها افتادند. مشکلات داخلی مانند فساد، غارت مقبره‌ها و ناآرامی‌های مدنی تأثیرات مخرب تهدیدهای خارجی را شدت بخشیدند. کاهنان اعظم معبد آمون پس از بازگشت به قدرت در تبس اراضی وسیعی در دست خود گرفتند و قدرت گسترش یافتهٔ آنها در دورهٔ میانی سوم باعث تقسیم کشور شد.

### دورهٔ میانی سوم (۱۰۶۹ تا ۶۵۳ ق‌م)

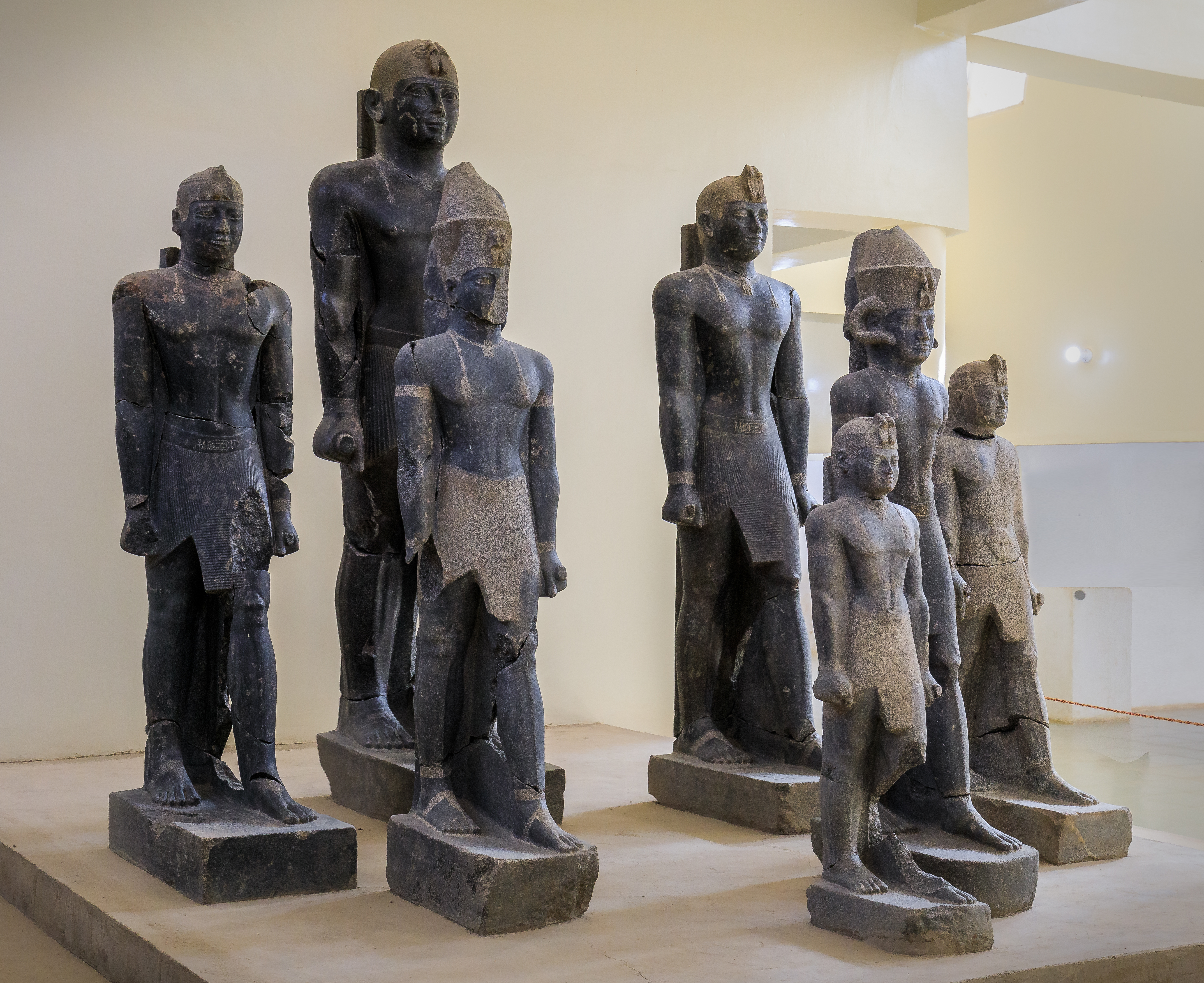
مجسمه‌های دو فرعون دودمان بیست و پنجم مصر و چند پادشاه کوشی دیگر.

پس از مرگ رامسس یازدهم در سال ۱۰۷۸ پیش از میلاد، اسمندس کنترل بخش شمالی مصر را بر عهده گرفت و از شهر تانیس حکومت کرد. در جنوب، کشیش‌های اعظم آمون در تبس عملاً قدرت را در دست داشتند و اسمندس را صرفاً به عنوان حاکم اسمی به رسمیت می‌شناختند. در این زمان، لیبیایی‌ها در دلتای غربی مستقر شده بودند و روسای قبایل این مهاجران، خودمختاری خود را افزایش می‌دادند. شهریاران لیبیایی با رهبری ششونک یکم در سال ۹۴۵ پیش از میلاد بر دلتا سلطه افکندند و سلسلهٔ لیبیایی یا بوباستی را تأسیس کردند که حدود ۲۰۰ سال حکومت کرد. شوشنق همچنین اعضای خانواده‌اش را در مناصب مهم کهانتی نشاند و از این طریق بر مصر جنوبی حاکم شد. حکومت لیبیایی‌ها با ظهور سلسله‌ای رقیب در دلتا در لئونتوپولیس و تهدید کوشی‌ها از جنوب رو به افول گذاشت.
در حدود ۷۲۷ پیش از میلاد، بعنخی پادشاه کوش به شمال حمله کرد، کنترل تبس و سرانجام دلتا را به دست گرفت و بدین ترتیب سلسلهٔ بیست و پنجم را تأسیس کرد. در طول عصر سلسلهٔ بیست و پنجم، اراضی تحت فرمان فرعون تهارقا تقریباً وسعتی برابر با امپراتوری پادشاهی نوین داشتند. فراعنه سلسلهٔ بیست و پنجم در سراسر درهٔ نیل از جمله در ممفیس، کرنک، کاوا و جبل برخال معابد و بناهای تاریخی ساختند یا بازسازی کردند. در این دوره، درهٔ نیل شاهد اولین ساخت و سازهای گستردهٔ اهرام (بسیاری در سودان امروزی) از زمان پادشاهی میانه بود.
حیثیت و مجد مصر در اواخر دورهٔ میانی سوم به طرز قابل توجهی نزول کرد. متحدان خارجی مصر تحت سلطهٔ آشوریان قرار گرفته بودند و تا سال ۷۰۰ پیش از میلاد، جنگ بین دو کشور اجتناب‌ناپذیر می‌نمود. بین سال‌های ۶۷۱ و ۶۶۷ پیش از میلاد، آشوریان به مصر حمله کردند. سلطنت تهارقا و جانشینش تانوآمون با لشکرکشی مداوم علیه آشوریان گذشت که در طی آن مصر چندین پیروزی به دست آورد. در نهایت، آشوریان کوشی‌ها را به نوبه عقب راندند، ممفیس را اشغال و معابد تبس را غارت کردند.

### دورهٔ متأخر و حکومت ایرانیان (۶۵۳ تا ۳۳۲ ق‌م)

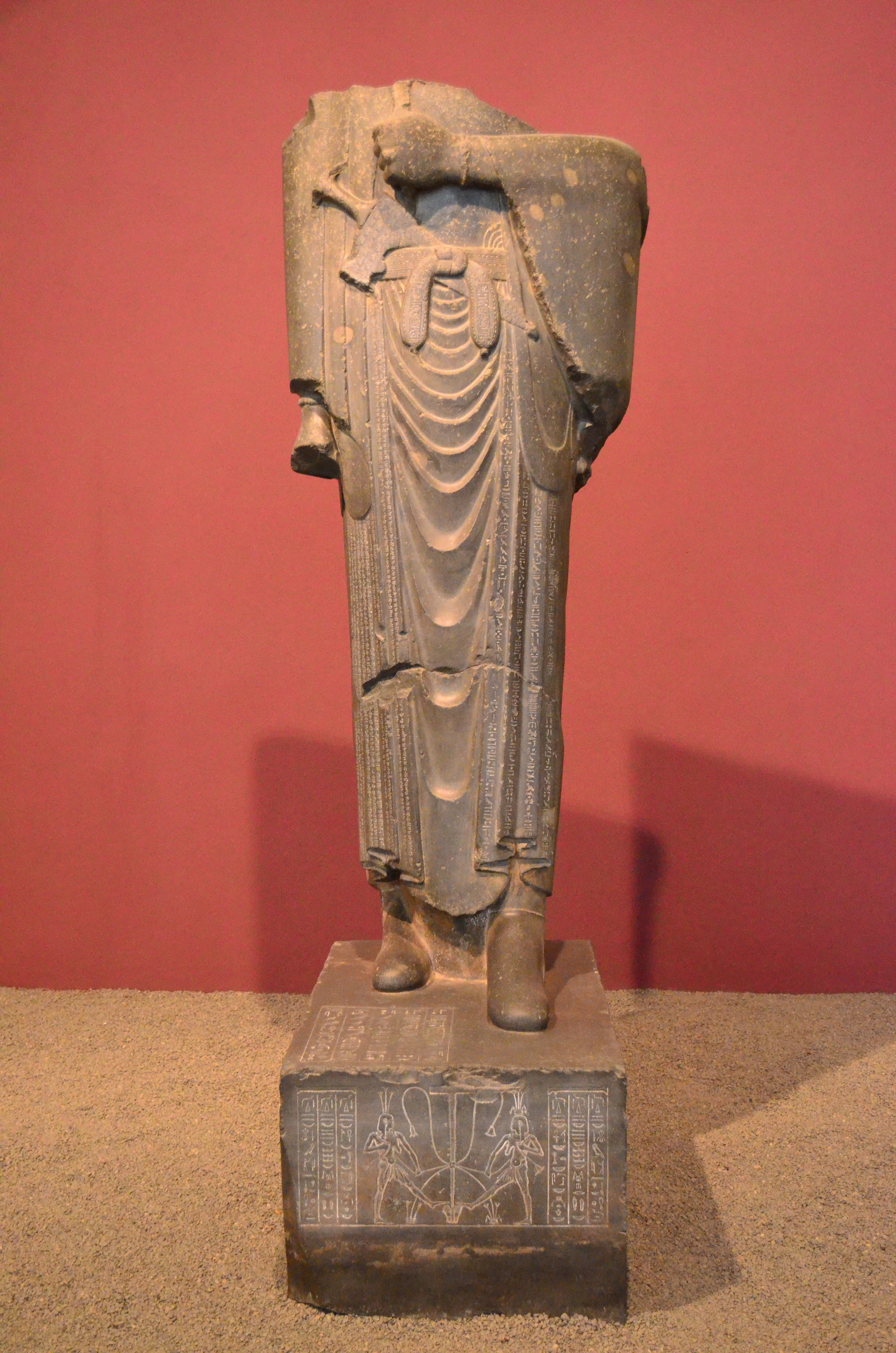
تندیس مصری داریوش بزرگ؛ هخامنشیان دو بار مصر را فتح کردند.

پس از تسلط آشوریان بر مصر، حکومت این سرزمین به سلسله‌ای از فرمانروایان وابسته به آشور واگذار شد که بعدها به «فرعون‌های سائیسی» و دودمان بیست و ششم معروف شدند. در سال ۶۵۳ پیش از میلاد، فرعون پسامتیک یکم با کمک مزدوران یونانی که برای تشکیل اولین نیروی دریایی مصر به خدمت گرفته شده بودند، توانست آشوریان را از مصر بیرون کند. نفوذ یونانی‌ها با سکونت گروهی از یونانیان در ناوکراتیس، واقع در دلتای نیل، افزایش قابل توجهی یافت. فرعون‌های سائیسی که از شهر سائیس حکومت می‌کردند، احیای کوتاه اما قابل توجهی در اقتصاد و فرهنگ مصر رقم زدند. اما در سال ۵۲۵ پیش از میلاد، ایرانیان که بسیار قوی‌تر بودند، تحت رهبری کمبوجیه دوم، به مصر کردند و سرانجام فرعون پسامتیک سوم را در نبرد پلوزیوم شکست دادند و اسیر کردند. کمبوجیه دوم پس از آن رسماً لقب فرعون بر خود گذاشت، اما از فلات ایران بر مصر حکومت می‌کرد و مصر را به یک ساتراپ (والی) سپرد. مصریان چندین بار علیه هخامنشیان در قرن پنجم پیش از میلاد شورش کردند و به موفقیت‌هایی هم رسیدند اما نتوانستند به‌طور دائم به حکمرانی ایرانیان پایان دهند.
مصر در کنار قبرس و فنیقیه بخشی از ششمین ساتراپی شاهنشاهی هخامنشی شد. این دورهٔ فرمانروایی هخامنشیان بر مصر که به عنوان دودمان بیست و هفتم نیز شناخته می‌شود، در سال ۴۰۲ پیش از میلاد به پایان رسید و مصر تحت حکومت سلسله‌های بومی استقلال خود را به دست آورد. آخرینِ این سلسله‌ها، یعنی سی امین، آخرین خاندان سلطنتی بومی مصر باستان هم بود و با پادشاهی نکتانبوی دوم به پایان رسید. مصر برای مدت کوتاهی در سال ۳۴۳ پیش از میلاد به حکومت هخامنشی — که گاهی دودمان سی و یکم مصر نیز نامیده می‌شود — بازگشت، اما اندکی پس از آن مازاداس، ساتراپ هخامنشی، بدون درگیری مصر را در سال ۳۳۲ پیش از میلاد به اسکندر مقدونی تسلیم کرد.

### دورهٔ یونانیان (۳۳۲ تا ۳۰ ق‌م)

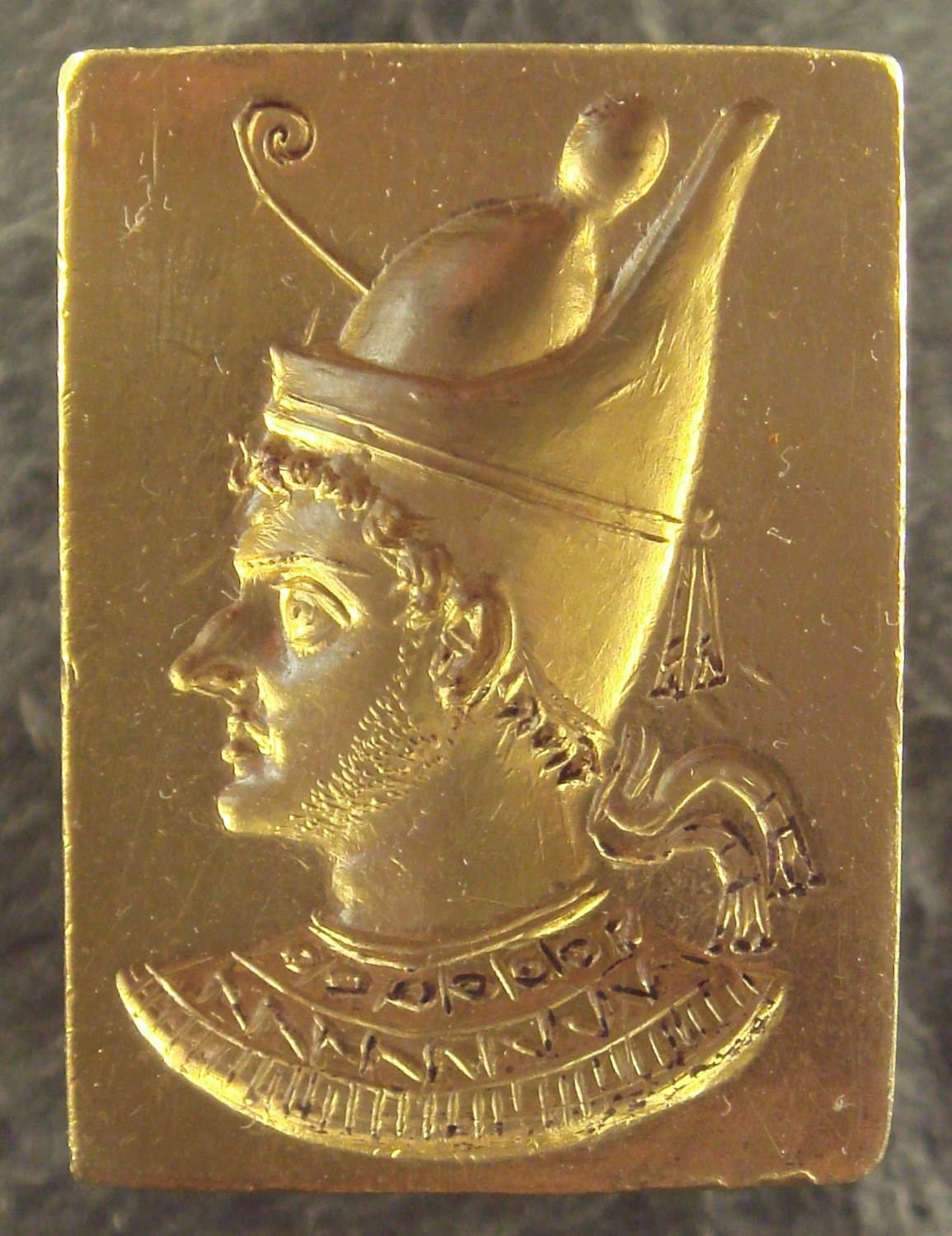
پرترهٔ بطلمیوس ششم با تاج سکنت

در سال ۳۳۲ پیش از میلاد، اسکندر مقدونی که با مقاومت کمی از سوی والیان ایرانی مصر مواجه شده بود، مصر را فتح کرد و مردم مصر از او به عنوان نجات‌بخش استقبال کردند. حکومت جانشینان اسکندر — سلسلهٔ مقدونی بطلمیوسی — بر اساس الگوی حکومت‌داری مصری شکل گرفت و مرکزش در اسکندریه بود. این شهر نماد قدرت و نفوذ حکومت یونانی‌ها و مرکز علم و فرهنگ بود؛ کتابخانهٔ معروف اسکندریه به عنوان بخشی از موسایون در همین شهر قرار داشت. فانوس دریایی اسکندریه راه را برای کشتی‌های پرشماری که به تجارت شهر جان می‌بخشیدند، روشن می‌کرد. بطلمیوسیان به تجارت و فعالیت‌های درآمدزا مانند ساخت پاپیروس اهمیت بسیار می‌دادند.
فرهنگ هلنیستی جایگزین فرهنگ بومی مصری نشد، زیرا بطلمیوسیان برای جلب وفاداری مردم از سنت‌های ریشه‌دار حمایت می‌کردند. آن‌ها معابد جدیدی به سبک مصری ساختند، از فرقه‌های سنتی حمایت کردند و خود را فرعون معرفی می‌کردند. در این دوره برخی از سنت‌ها در هم آمیختند، مثل خدایان یونانی و مصری که به معبودهای ترکیبی نظیر سراپیس تبدیل شدند، یا سبک مجسمه‌سازی یونانی کلاسیک که بر نقوش سنتی مصری تأثیر گذاشت. بطلمیوسیان همیشه تلاش می‌کردند مصریان را برای راضی نگه دارند، اما با شورش‌های داخلی، رقابت‌های شدید خانوادگی و جمعیت قدرتمند اسکندریه که پس از مرگ بطلمیوس چهارم تشکیل شد، دست و پنجه نرم می‌کردند. علاوه بر این، افزایش وابستگی روم به واردات غلات از مصر، آنان را به وضعیت و ثبات سیاسی مصر بسیار علاقه‌مند کرد. شورش‌های مداوم مصری‌ها، رقابت‌های سیاسی و ظهور مخالفان قدرتمند خاور نزدیک، آبستن بروز بی‌ثباتی شد و روم را بر آن داشت نیروهایش را به مصر بفرستد تا این کشور را به استانی از امپراتوری خود تبدیل کند.

### دورهٔ رومیان (۳۰ ق‌م تا ۶۴۱ م)

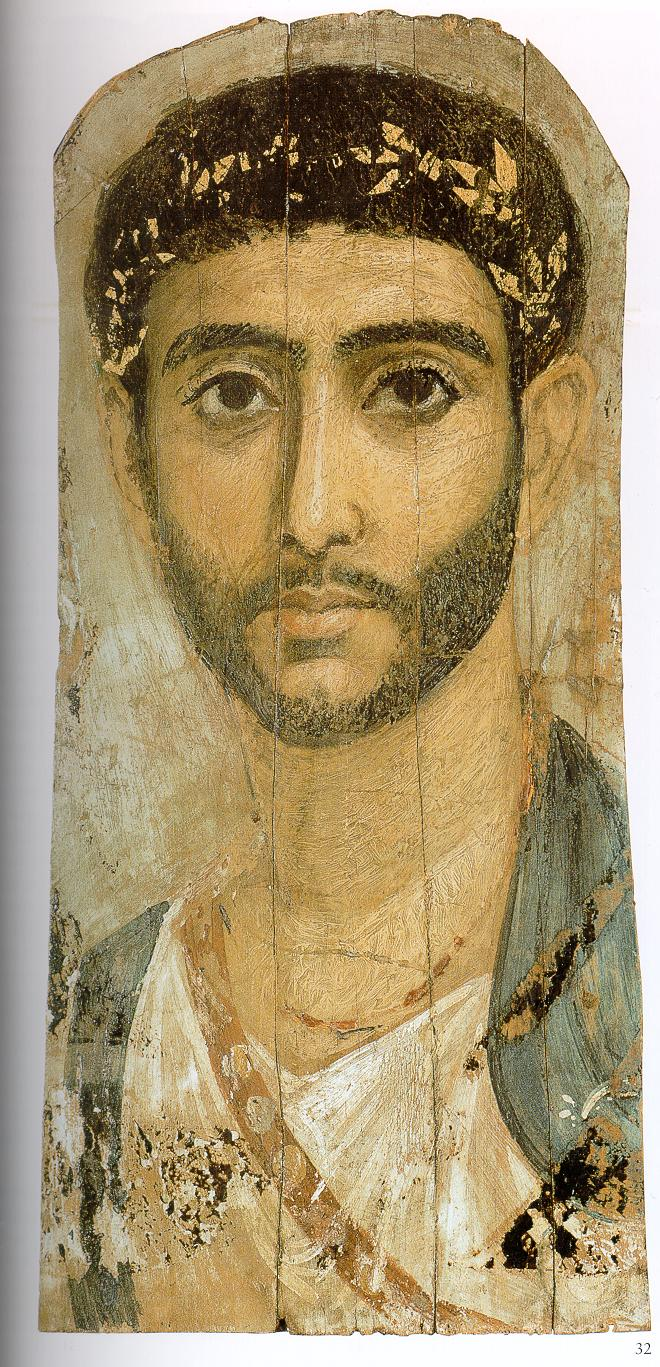
تک‌چهره‌های مومیایی فایوم یادگار تلاقی فرهنگ‌های مصر و روم هستند.

مصر بعد از شکست مارک آنتونی و ملکهٔ مصر کلئوپاترای هفتم از اکتاویان (بعدها امپراتور آگوستوس) در نبرد آکتیوم، در سال ۳۰ پیش از میلاد به استانی از امپراتوری روم بدل شد. رومیان به شدت به محموله‌های غلات از مصر وابسته بودند و ارتش روم تحت کنترل استاندار منصوب امپراتور، شورش‌ها را سرکوب، مالیات‌های سنگین جمع‌آوری و از حملات راهزنان که در آن دوره مشکلی بزرگی بود، جلوگیری می‌کرد.  از آنجا که اسکندریه در مسیر تجارت با شرق واقع شده بود و تقاضا برای کالاهای تجملاتی در روم زیاد بود، این شهر به مرکز تجاری مهمی تبدیل شد. 
اگرچه رومیان نسبت به یونانیان رفتار خصمانه‌تری نسبت به مصریان داشتند، ولی برخی سنت‌های قدیمی ادامه یافت، مثلاً شماری از امپراتوران روم خود را در قامت فرعون به تصویر می‌کشیدند – اگرچه نه به اندازهٔ بطلمیوسی‌ها. این امپراتوران خارج از مصر زندگی می‌کردند و وظایف تشریفاتی پادشاهی مصر را انجام نمی‌دادند. مناسبات اداری و دیوانسالاری محلی به سبک رومی درآمد و راه برای ترقی بومیان مصری بسته شد.
مسیحیت از اواسط قرن اول میلادی در مصر ریشه دواند. در ابتدا دینی در میان دریای ادیان مختلف دیده و تحمل می‌شد. با این حال، مسیحیت به جذب پیروان جدید از ادیان متعدد مصری و یونانی-رومی برآمد و سنت‌های مذهبی رایج را تهدید کرد. این امر به آزار و اذیت مسیحیان منجر شد که با پاکسازی‌های بزرگ دیوکلتیان از سال ۳۰۳ به اوج خود رسید، اما در نهایت پیروزی با مسیحیت بود. تئودئوس یکم، امپراتور مسیحی روم، در سال ۳۹۱ قوانینی اعمال کرد که دین بومی را ممنوع و معابد را تعطیل می‌کرد. اسکندریه صحنهٔ شورش‌های بزرگ علیه بومیان شد و جلوه‌های مذهبی عمومی و خصوصی را تخریب کردند. در نتیجه، فرهنگ مذهبی بومی مصر رو به افول گذاشت. تکلم به زبان مصری ادامه یافت، اما دانش خواندن نوشته‌های هیروگلیف در اثر کاهش نقش کاهنان معبد مصری به تدریج از بین رفت. خود معابد گاه به کلیسا تبدیل و گاه متروک می‌شدند.
امپراتوری روم در قرن چهارم تقسیم شد و مصر خود را در امپراتوری شرقی به مرکزیت قسطنطنیه یافت. در سال‌های پایانی امپراتوری، مصر به دست ارتش ساسانی ایران (۶۱۸–۶۲۸) افتاد. امپراتور بیزانس هراکلیوس (۶۲۹–۶۳۹) آن را پس گرفت اما سرانجام مسلمانان در سال‌های ۶۳۹–۶۴۱ آن را فتح کردند. این به‌طور همزمان پایان حکومت بیزانس و دوره‌ای است که به‌طور مرسوم «مصر باستان» در نظر گرفته می‌شود.

## حکومت و اقتصاد

### ادارهٔ کشور و نظام مالی

فرعون معمولاً با نمادهای سلطنت و قدرت به تصویر کشیده می‌شد

فرعون فرمانروای مطلق کشور بود و دستکم به صورت رسمی سلطهٔ کاملی بر سرزمین و منابع آن داشت. پادشاه فرماندهٔ کل قوا و رئیس دولت بود و دیوانسالاری بزرگی برای مدیریت امور مملکت تحت فرمان خود داشت. وزیر، شخص دوم و مسئول ادارهٔ کشور بود که به عنوان نمایندهٔ شاه عمل می‌کرد و بر توزیع زمین، خزانه، پروژه‌های ساختمانی، نظام قضایی و بایگانی‌ها نظارت می‌کرد. کشور در سطح محلی به ۴۲ منطقهٔ اداری که منابع یونانی به آن‌ها نوموس می‌گویند تقسیم شده بود و هر نوموس را یک نومارخس (νομάρχης) اداره می‌کرد. نومارخس در قبال حوزهٔ استحفاظی خود به وزیر پاسخگو بود. معابد ستون فقرات اقتصاد را تشکیل می‌دادند؛ آنها نه فقط نیایشگاه، بلکه مسئول جمع‌آوری و نگهداری ثروت پادشاهی در مجموعه‌ای از انبارها و خزانه‌ها بودند. این خزاین توسط ناظرانی اداره می‌شدند که غلات و کالاها را مجدداً برای استفاده در دولت و کشور پخش می‌کردند.
بخش عمده‌ای از اقتصاد به صورت متمرکز سازماندهی‌شده و به شدت تحت کنترل دولت بود. اگرچه مصریان باستان تا دورهٔ متأخر از سکه استفاده نمی‌کردند، اما نوعی نظام تهاتر داشتند، با کیسه‌های استاندارد غلات که وزنشان یک دِبِن (معادل ۹۱ گرم مس یا نقره) بود. کارگران با غلات حقوق می‌گرفتند. معمولاً یک کارگر ساده در ماه ۵۱⁄۲ کیسهٔ غلات (۲۰۰ کیلوگرم) و یک سرکارگر ۷۱⁄۲ کیسه (۲۵۰ کیلوگرم) درآمد داشت. قیمت‌ها در سراسر کشور ثابت بود و برای تسهیل تجارت در فهرست‌هایی ثبت می‌شد. به عنوان مثال، یک پیراهن پنج دبن مس و یک گاو ۱۴۰ دبن ارزش داشت. غلات را می‌شد با توجه به فهرست قیمت ثابت با کالاهای دیگر مبادله کرد. در قرن پنجم قبل از میلاد و در عصر هخامنشیان، خارجی‌ها مصریان را با سکه آشنا کردند. در ابتدا از سکه‌ها به عنوان قطعات استاندارد فلزات گران‌بها و نه پول واقعی استفاده می‌شد، اما در قرن‌های بعد، بازرگانی بین‌المللی به سکه متکی شد.

### طبقات اجتماعی

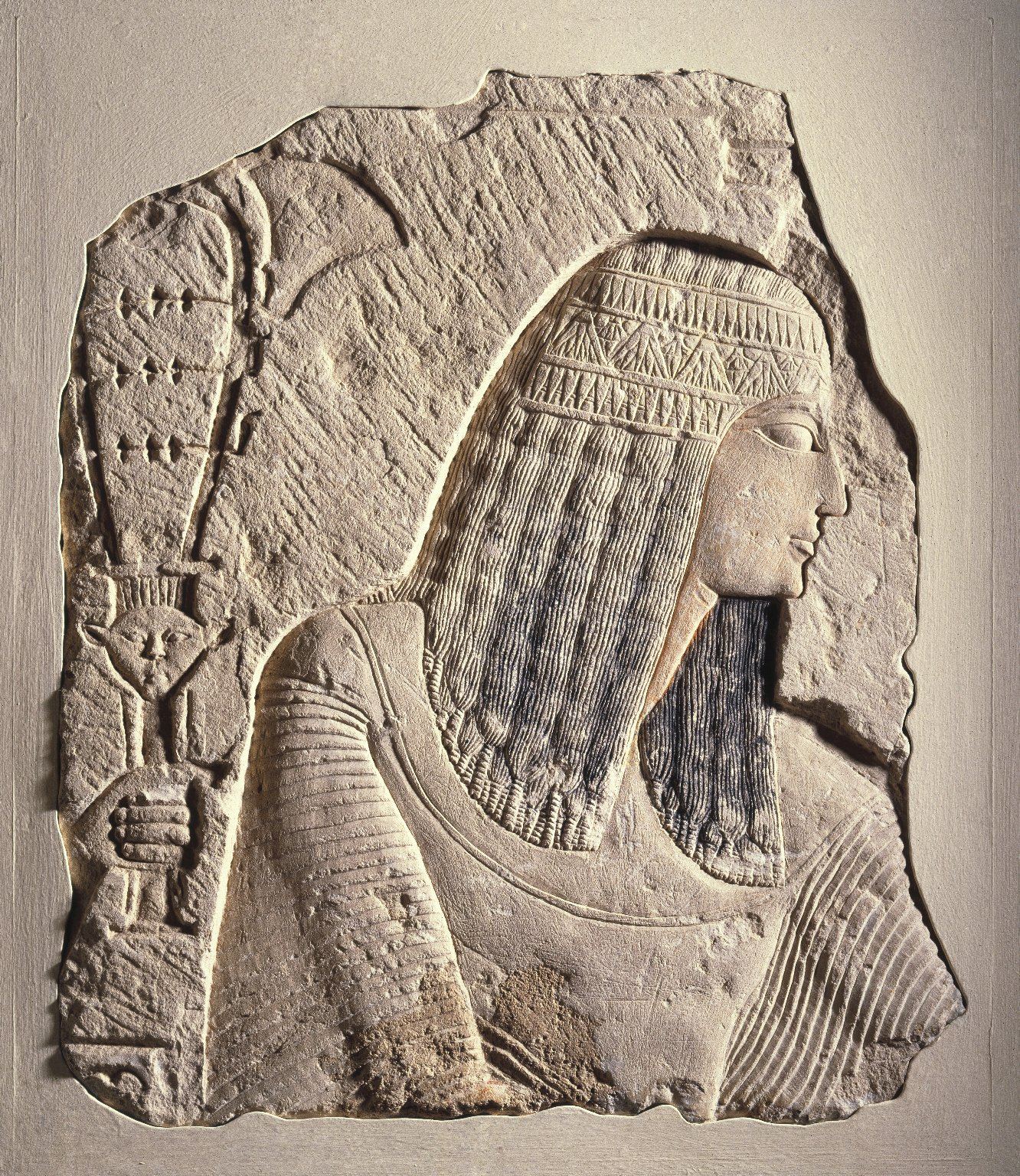
نقش‌برجسته آهکی رنگ‌آمیزی شده از یک نجیب‌زادهٔ مصری در دورهٔ پادشاهی نوین

جامعهٔ مصر باستان قویا به طبقات اجتماعی مختلفی بخش شده بود و جایگاه اجتماعی به‌طور واضحی محل افتخار بود. کشاورزان بخش عمدهٔ جمعیت را تشکیل می‌دادند، اما محصولات کشاورزی مستقیماً به دولت، معبد یا خانواده‌های نجیب زادهٔ مالکِ زمین تعلق داشت. کشاورزان همچنین مشمول مالیات کار بودند و ملزم بودند در پروژه‌های آبیاری یا ساخت و ساز در نظام کار اجباری مشارکت کنند. هنرمندان و صنعتگران جایگاه اجتماعی بالاتری نسبت به کشاورزان داشتند، اما آنها نیز تحت اختیار دولت بودند و در کارگاه‌های وابسته به معابد کار می‌کردند و مستقیماً از خزانهٔ دولتی حقوق می‌گرفتند. کاتبان و کارگزاران دولتی طبقهٔ بالای جامعهٔ مصر باستان را تشکیل می‌دادند و به «طبقه دامن سفید» معروف بودند. این اصطلاح به لباس‌های کتانی اشاره داشت که نشانهٔ مقام آنها بود. طبقهٔ حاکمه جایگاه اجتماعی خود را تا جایی که می‌شد در هنر و ادبیات به دید عموم می‌گذاشت. پایین‌تر از اشراف؛ کشیشان، پزشکان و مهندسان قرار داشتند. مشخص نیست بردگی به معنای امروزی در مصر باستان وجود داشته است یا خیر؛ در میان پژوهشگران اختلاف نظر وجود دارد.
مصریان باستان، مردان و زنان را از نظر قانونی اساساً برابر می‌دانستند. این شامل تمام طبقات اجماعی می‌شد و حتی کمترین دهقان نیز حق داشت برای دادخواهی به وزیر و دادگاهِ وی شکایت کند. اگرچه بردگان عمدتاً برای دورهٔ موقتی مجبور به کار می‌شدند، اما می‌توانستند نیروی کار خود را خرید و فروش کنند، آزاد یا حتی اشرافی شوند و معمولاً از خدمات طبی بهره ببرند. مرد و زن هر دو حق مالکیت و فروش اموال، انعقاد قرارداد، ازدواج و طلاق، دریافت ارث و پیگیری دعاوی حقوقی در دادگاه داشتند. زوج‌های متأهل می‌توانستند به‌طور مشترک مالک چیزی باشند و با توافق بر سر قراردادهای ازدواج که تعهدات مالی شوهر را در قبال همسر و فرزندانش در صورت پایان ازدواج مشخص می‌کرد، حقوق طلاق خود را مشخص کنند.
زنان مصری در مقایسه با همتایان خود در یونان و روم باستان و حتی بسیاری از کشورهای معاصر، از اختیارات شخصی، حقوق قانونی و فرصت‌های بیشتری برای پیشرفت برخوردار بودند. زنانی مانند حتشپسوت و کلئوپاترای هفتم حتی فرعون شدند و برخی دیگر به عنوان «همسران الهی آمون» قدرت داشتند. با وجود این آزادی‌ها، زنان مصری اغلب — به استثنای کاهنهٔ اعظم سلطنتی — ندرتاً به مقام‌های رسمی و اداری می‌رسیدند و ظاهراً فقط نقش‌های فرعی در معابد به آنان سپرده می‌شد (اطلاعات کمی از سلسله‌های بسیاری وجود دارد) و به اندازهٔ مردان فرصت تحصیل نداشتند.

### نظام قضایی

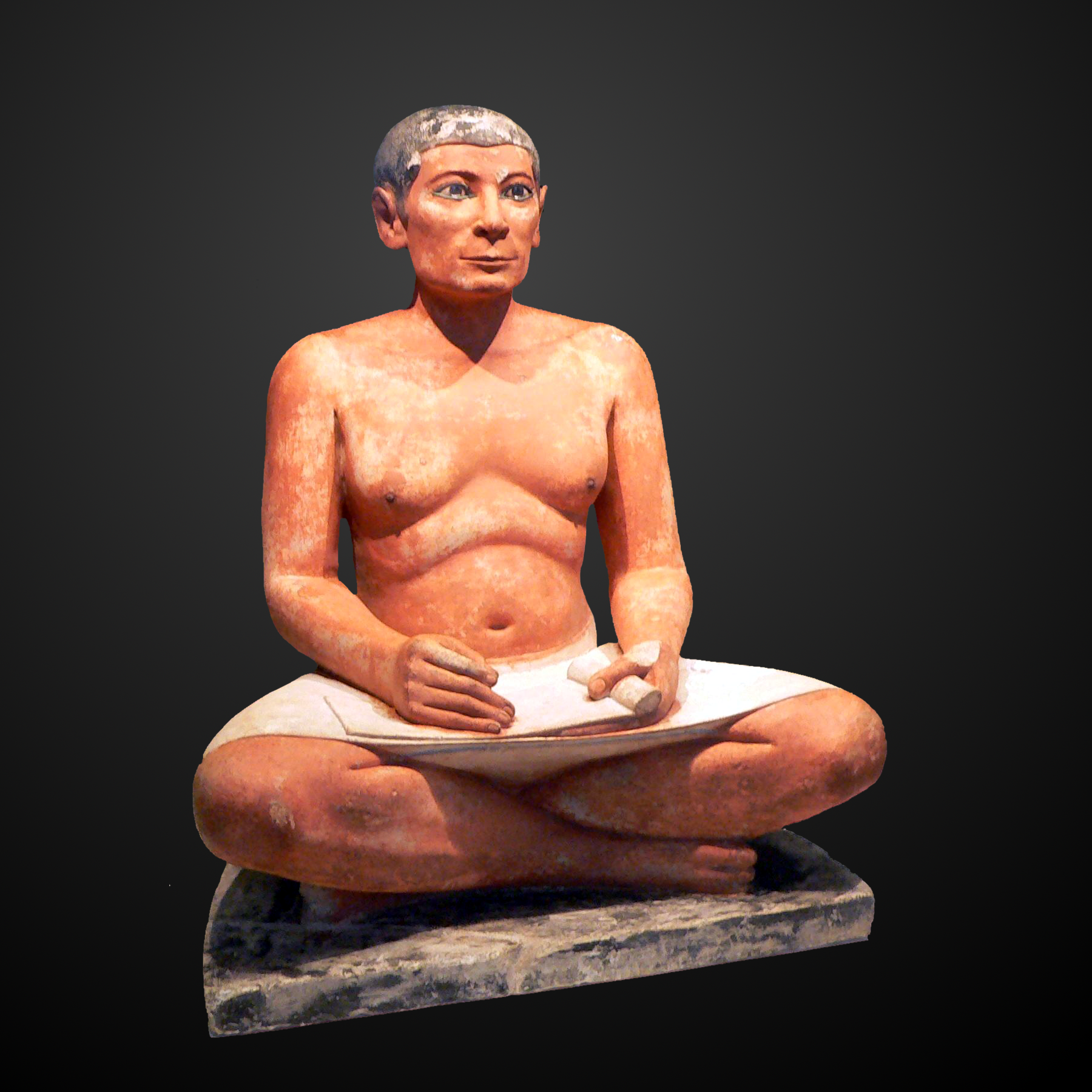
کاتب نشسته از سقاره، دودمان پنجم

فرعون به‌طور رسمی رئیس نظام قضایی بود و مسئولیت وضع قوانین، اجرای عدالت و حفظ نظم و قانون را برعهده داشت. مصریان باستان این مفهوم را ماعت می‌نامیدند. هیچ قانونی از مصر باستان باقی نمانده است، اما اسناد دادگاه نشان می‌دهد قانون مصر بر دیدگاهی عقلانی مبتنی بر حق و باطل بنا شده بود که بر رسیدن به توافق و حل و فصل منازعات به جای پایبندی دقیق به مجموعه‌ای پیچیده از قوانین تأکید داشت. مجالس محلی بزرگان، که در پادشاهی نوین به کنبت معروف بودند، در پرونده‌های کوچک و اختلافات جزئی قضاوت می‌کردند. پرونده‌های جدی‌تر شامل قتل، معاملات بزرگ زمین و غارت مقابر به کنبت کبیر ارجاع می‌شد که وزیر یا فرعون رئیس آن بودند. از شاکیان و متهمان انتظار می‌رفت خود را معرفی و سوگند یاد کنند که حقیقت را گفته‌اند. در برخی موارد، دولت نقش دادستان و قاضی را به عهده می‌گرفت و می‌توانست متهم را با ضرب و شتم شکنجه دهد تا اعتراف و نام هر گونه همدست احتمالی را بگیرد. فرقی نمی‌کرد اتهامات جزئی یا جدی باشد، کاتبان دادگاه شکایت، شهادت و حکم پرونده را برای آینده مستند می‌کردند.
مجازات جرایم جزئی شامل جریمه، ضرب و شتم، مثله کردن صورت یا تبعید به خارج از کشور بود و بسته به شدت جرم اعمال می‌شد. جرایم جدی مانند قتل و غارت مقبره با اعدام، گردن زدن، غرق شدن یا چهارمیل کردن مجرم مجازات می‌شد. مجازات می‌توانست به خانوادهٔ مجرم نیز تعمیم یابد. از آغاز پادشاهی نوین، وخشوران نقش مهمی در نظام قضایی ایفا و عدالت را در پرونده‌های مدنی و کیفری اجرا می‌کردند. روش کار این بود که از خدا یک سؤال «بله» یا «خیر» در مورد درستی یا نادرستی یک موضوع پرسیده می‌شد. خدا — که توسط کاهنان حمل می‌شد — یک گزینه را با حرکت به جلو یا عقب، یا اشاره به یکی از پاسخ‌های مکتوب روی پاپیروس یا استراکون، انتخاب می‌کرد.

### کشاورزی

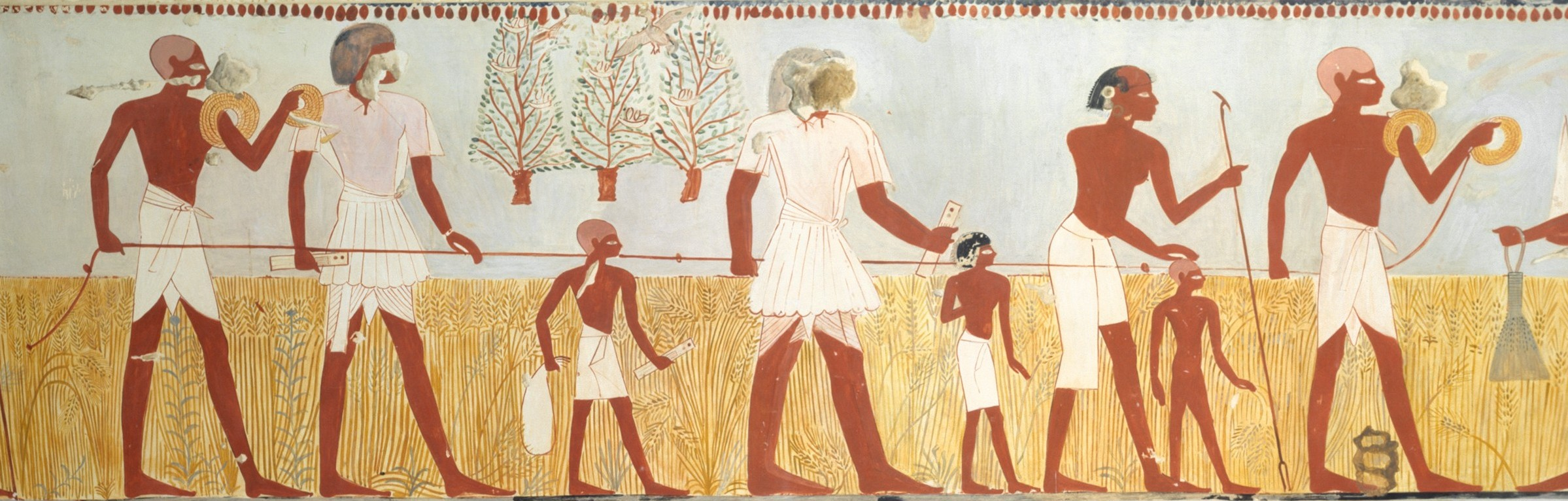
وزن‌کشی و ثبت برداشت محصول، از آرامگاه منای کاتب در تبس (دودمان هجدهم)

مجموعه‌ای از خصایص جغرافیایی مطلوب به موفقیت تمدن مصر باستان کمک کرد. مهم‌ترین آن خاک حاصلخیز برآمده از طغیان‌های سالانه رود نیل بود؛ بنابراین مصریان باستان قادر بودند غذای فراوان تولید کنند و این فراوانی غذا به مردم امکان می‌داد زمان و منابع بیشتری را به فعالیت‌های فرهنگی، فناوری و هنری اختصاص دهند. مدیریت زمین در مصر باستان اهمیت حیاتی داشت زیرا مالیات بر اساس مقدار زمینی که شخص مالک بود محاسبه می‌شد.
کشاورزی در مصر به چرخهٔ رود نیل وابسته بود. مصریان سه فصل داشتند: آخِت (سیل)، پِرِت (کاشت) و شِموع (برداشت). فصل سیل از ژوئن/تیر تا سپتامبر/مهر به طول می‌انجامید و لایه‌ای از لجن غنی از مواد معدنی را که برای رشد محصولات زراعی ایدئال بود، بر روی کناره‌های رودخانه رسوب می‌داد. پس از فروکش سیلاب‌ها، فصل رویش از اکتبر/آبان تا فوریه/بهمن ادامه داشت. کشاورزان مزارع را شخم می‌زدند و بذر می‌کاشتند که با جوی‌ها و نهرها آبیاری می‌شد. در مصر باران کمی می‌بارید، بنابراین کشاورزان برای آبیاری محصولات خود به نیل متکی بودند. از مارس/اسفند تا مه/اردیبهشت، کشاورزان با داس محصولات خود را برداشت می‌کردند. سپس با خرمن کوبیده می‌شد تا کاه از دانه جدا شود. کلش با باد زدن از دانه جدا می‌شد. دانه با آسیاب آرد می‌شد، برای آبجو درست کردن به کار می‌رفت یا برای آینده ذخیره می‌شد.
مصریان باستان گندم و جو و چندین غلهٔ دیگر کشت می‌کردند و همهٔ آنها برای تهیه دو مادهٔ اصلی غذایی — نان و آبجو — به کار می‌رفت. گیاه کتان برای الیاف ساقه‌اش کشت و قبل از گلدهی کنده می‌شد. این الیاف به نخ ریسیده شده و برای بافتن ورق‌های کتان و دوخت لباس به کار می‌رفت. پاپیروس که در کنار رود نیل رشد می‌کرد برای ساخت کاغذ استفاده می‌شد. سبزیجات و میوه‌ها در باغ، نزدیک سکونتگاه‌ها و در زمین‌های مرتفع کاشته و به صورت دستی آبیاری می‌شدند. سبزیجات شامل تره فرنگی، سیر، خربزه، کدو، حبوبات، کاهو و سایر محصولات زراعی و همچنین انگور برای شراب بود.

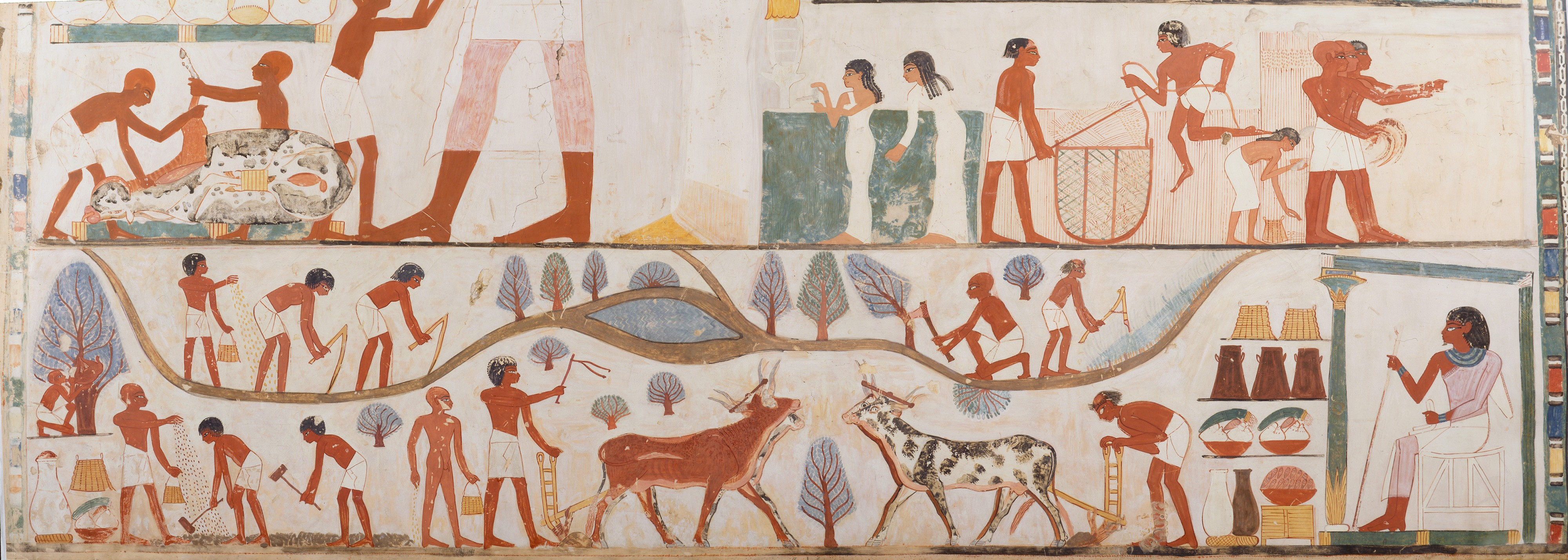
نگاره‌ای آرامگاهی؛ کارگران در حال شخم زدن زمین، برداشت محصول و خرمن‌کوبی غلات تحت فرمان ناظر

#### حیوانات

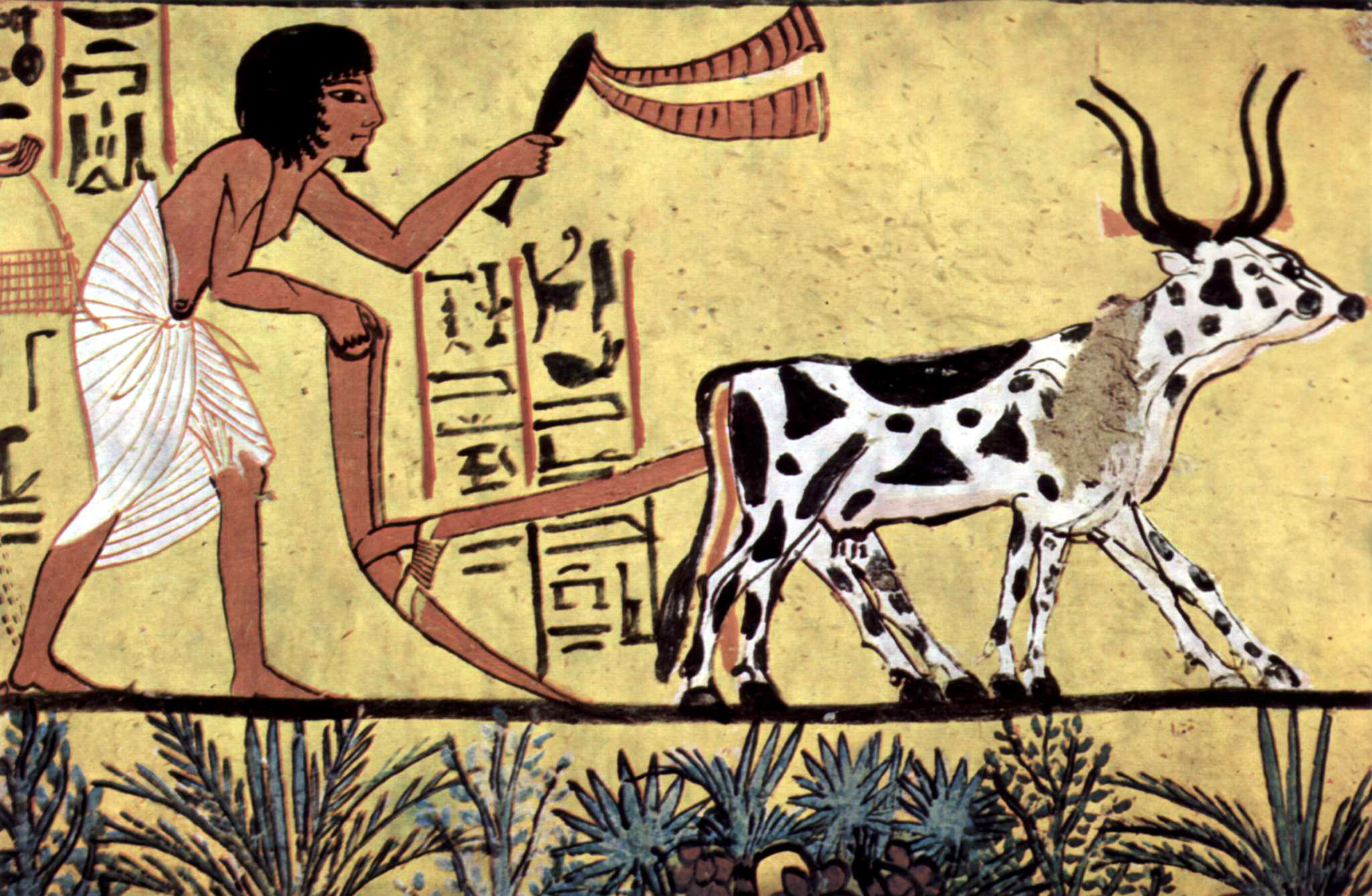
سنجیم با یک جفت گاو زمنش در آرو را شخم می‌زند

مصریان باستان رابطهٔ متعادل انسان و جانوران را عنصری ضروری در نظم کیهانی می‌یافتند؛ بنابراین انسان‌ها، حیوانات و گیاهان اعضای یک کل واحد به حساب می‌آمدند و حیوانات اهلی و وحشی منبع مهمی از معنویت، معاش و همنشینی برای مصریان بودند. گاو مهم‌ترین دام بود؛ دولت در سرشماری‌های منظم از دام مالیات می‌گرفت و اندازهٔ گله نشان دهندهٔ اعتبار و اهمیت املاک یا معبد مالک آن‌ها بود. علاوه بر گاو، مصریان باستان گوسفند، بز و خوک نیز نگهداری می‌کردند. طیور مانند اردک، غاز و کبوتر، با تور صید می‌شدند و در مزارع پرورش می‌یافتند تا با خمیر تغذیه و در نتیجه چاق شوند. نیل منبع سرشاری از ماهی فراهم می‌کرد. همچنین زنبورها حداقل از دوران پادشاهی کهن اهلی شده بودند و عسل و موم تأمین می‌کردند.
الاغ و گاو حیوانات باربر بودند و از آنان برای شخم زدن زمین‌ها و بذرپاشی در خاک استفاده می‌شد. کشتن گاوی چاق بخش مرکزی مراسم قربانی بود. اسب در زمان هیکسوسیان و دورهٔ میانی دوم وارد مصر شد. شترها از دورهٔ پادشاهی نوین شناخته شده بودند، تا دورهٔ متأخر به عنوان حیوانات باربر به کار برده نمی‌شدند. شواهدی وجود دارد که فیل‌ها مدت کوتاهی در دورهٔ متأخر استفاده می‌شدند، اما به دلیل کمبود چراگاه عمدتاً رها شدند. گربه، سگ و میمون حیوانات خانگی محبوب مردم بودند و فرعون و خانوادهٔ سلطنتی حیوانات عجیب و غریب‌ترِ وارد شده از قلب آفریقا، مانند شیرهای آفریقای جنوب صحرا را نگه می‌داشتند. هرودوت از مصری‌ها به عنوان تنها کسانی که حیواناتشان را در خانه نگه می‌داشتند یاد کرده است. در دورهٔ متأخر، پرستش خدایان در شکل حیوانی آنها رواج یافت، مانند الههٔ گربه باستت و تحوت الههٔ اکراس. این حیوانات برای قربانی‌های آیینی به تعداد زیاد پرورش می‌یافتند.

### تجارت

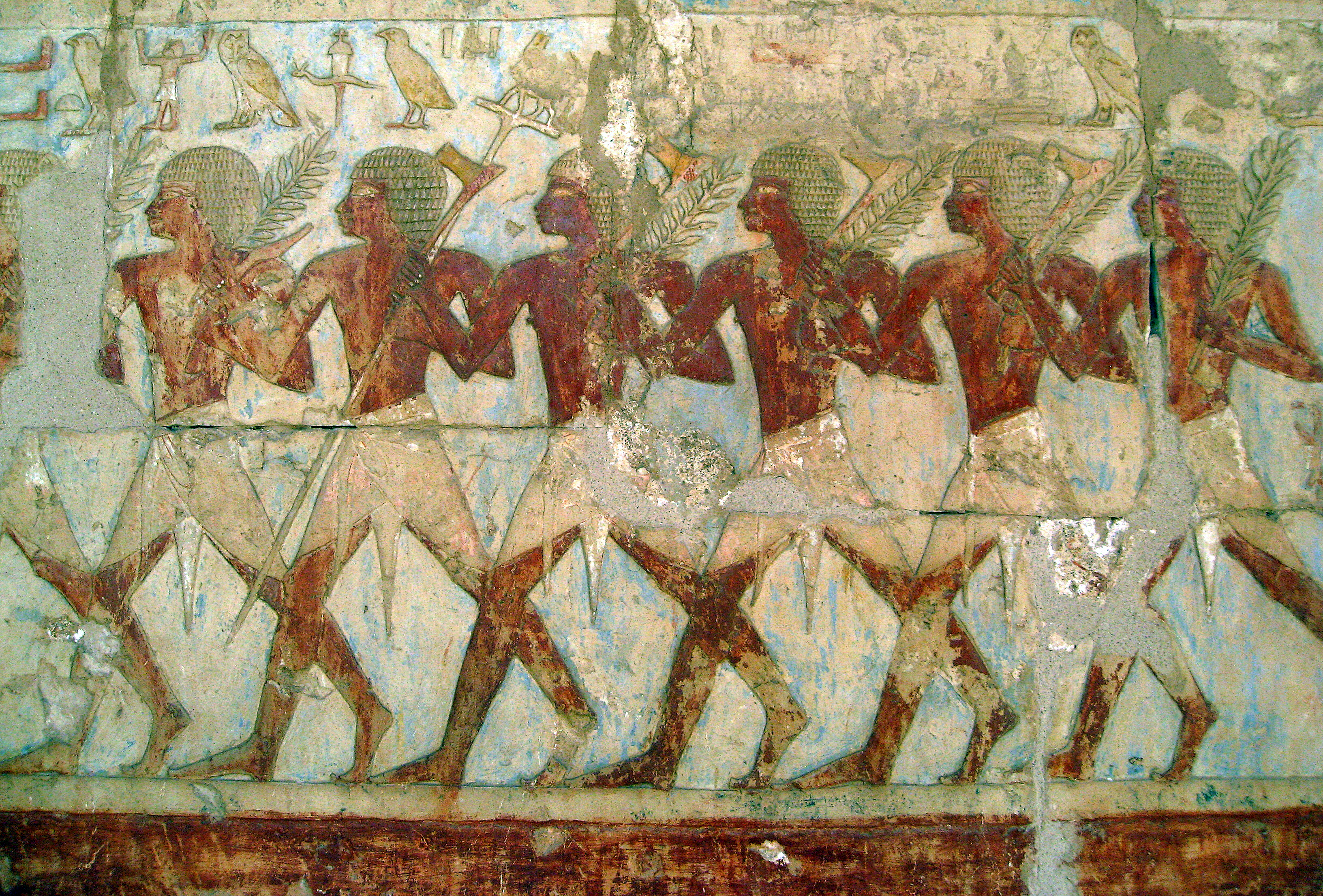
فرستادگان تجاری حتشپسوت به سرزمین پونت

### خط

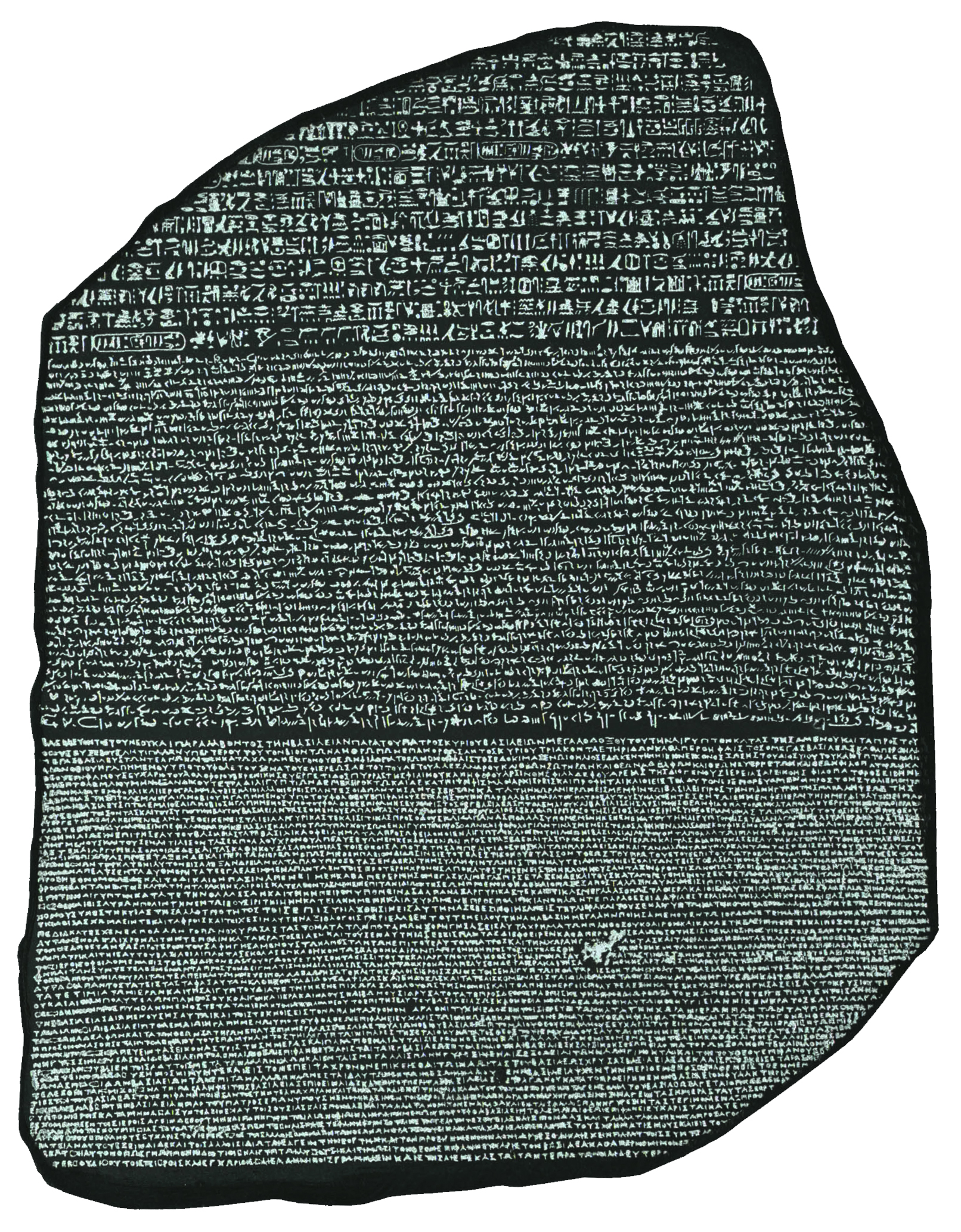
سنگ روزتا (حدود ۱۹۶ قبل از میلاد) زبان‌شناسان را قادر ساخت رمزگشایی متون مصری باستان را آغاز کنند.

### ادبیات

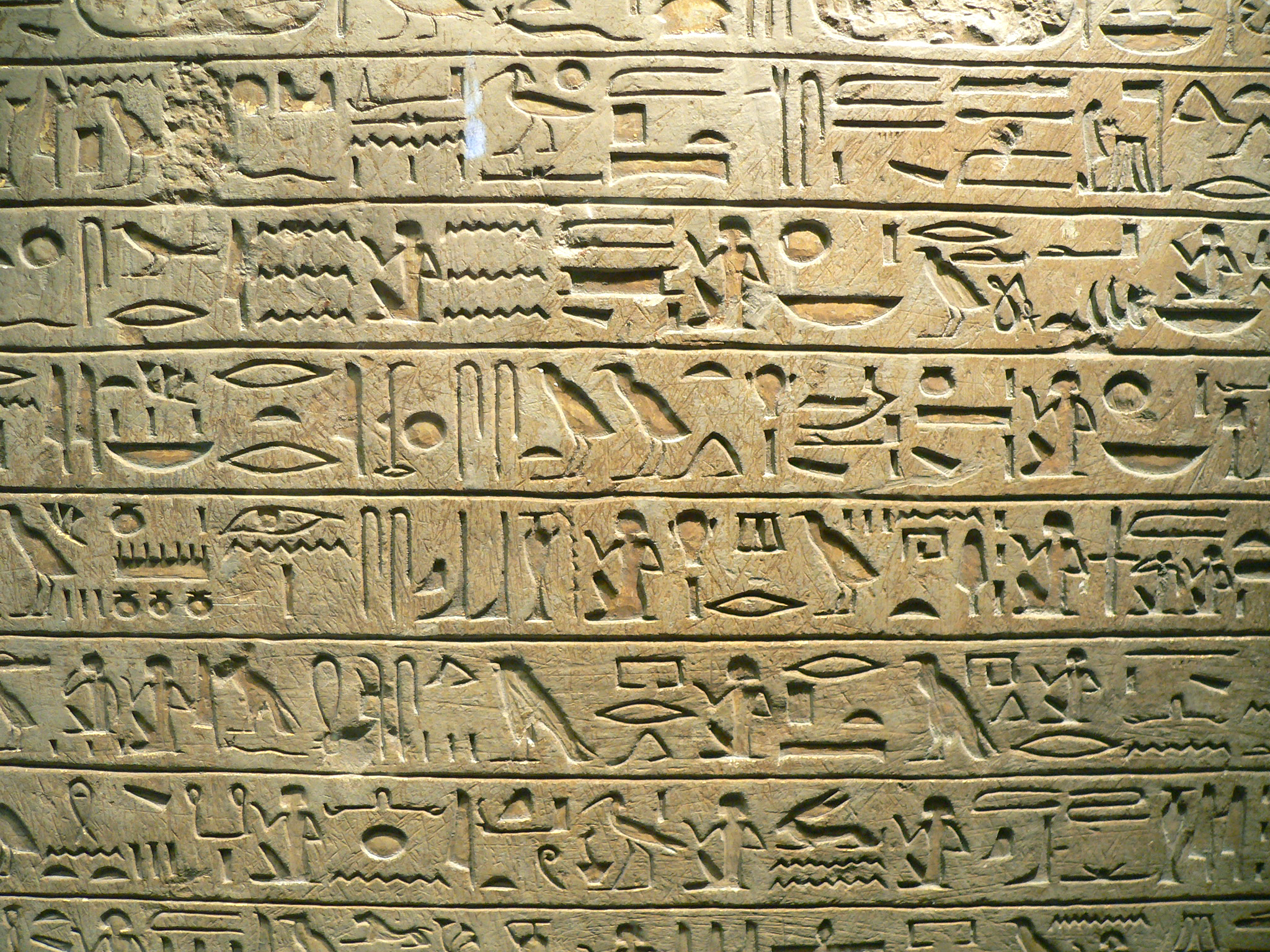
سنگ‌لوحه‌ای به خط هیروگلیفی در موزهٔ لوور، c. ۱۳۲۱ ق‌م

### زندگی روزمره

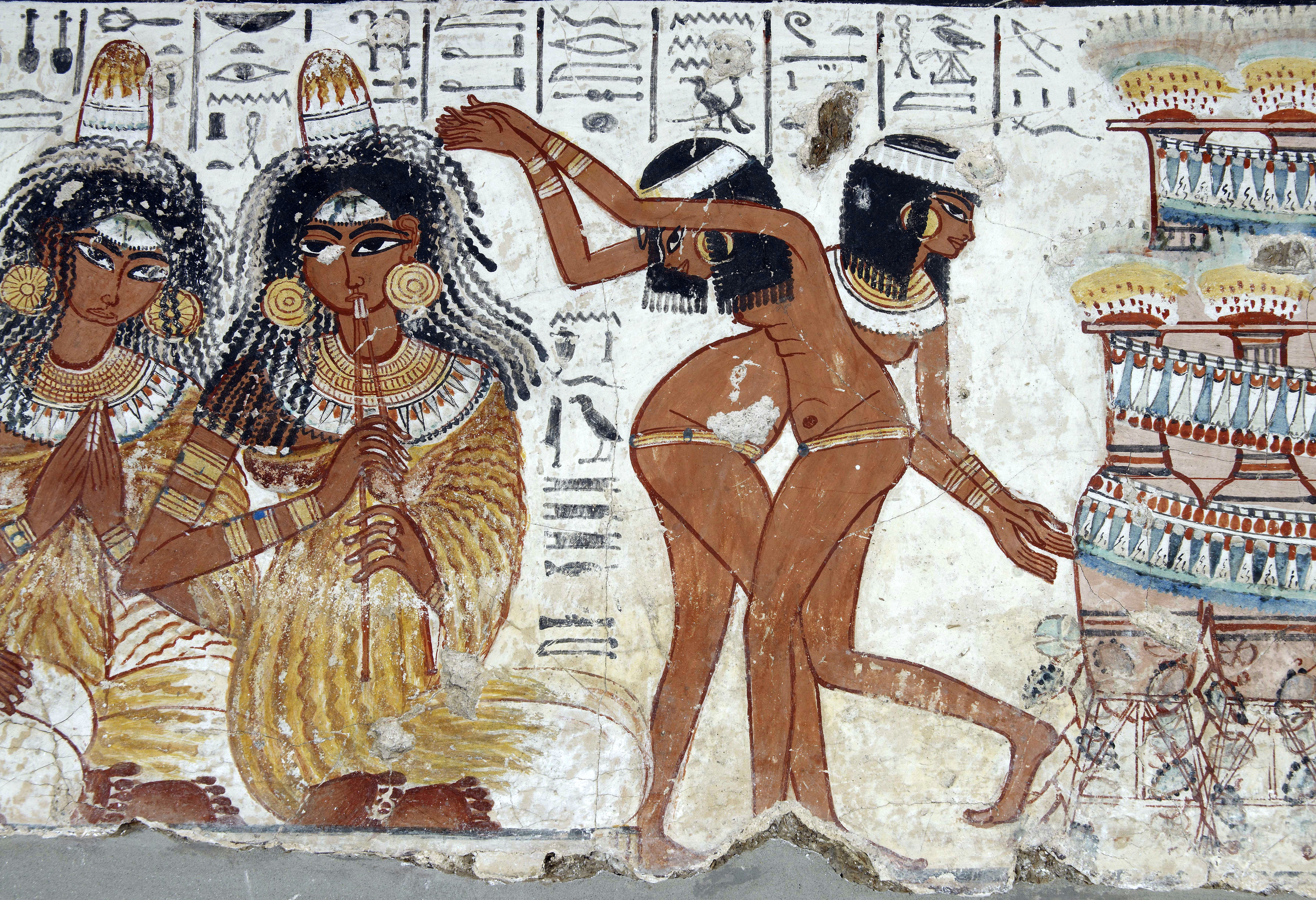
مصریان در جشن و سرور می‌خواندند و می‌رقصیدند.

### آشپزی

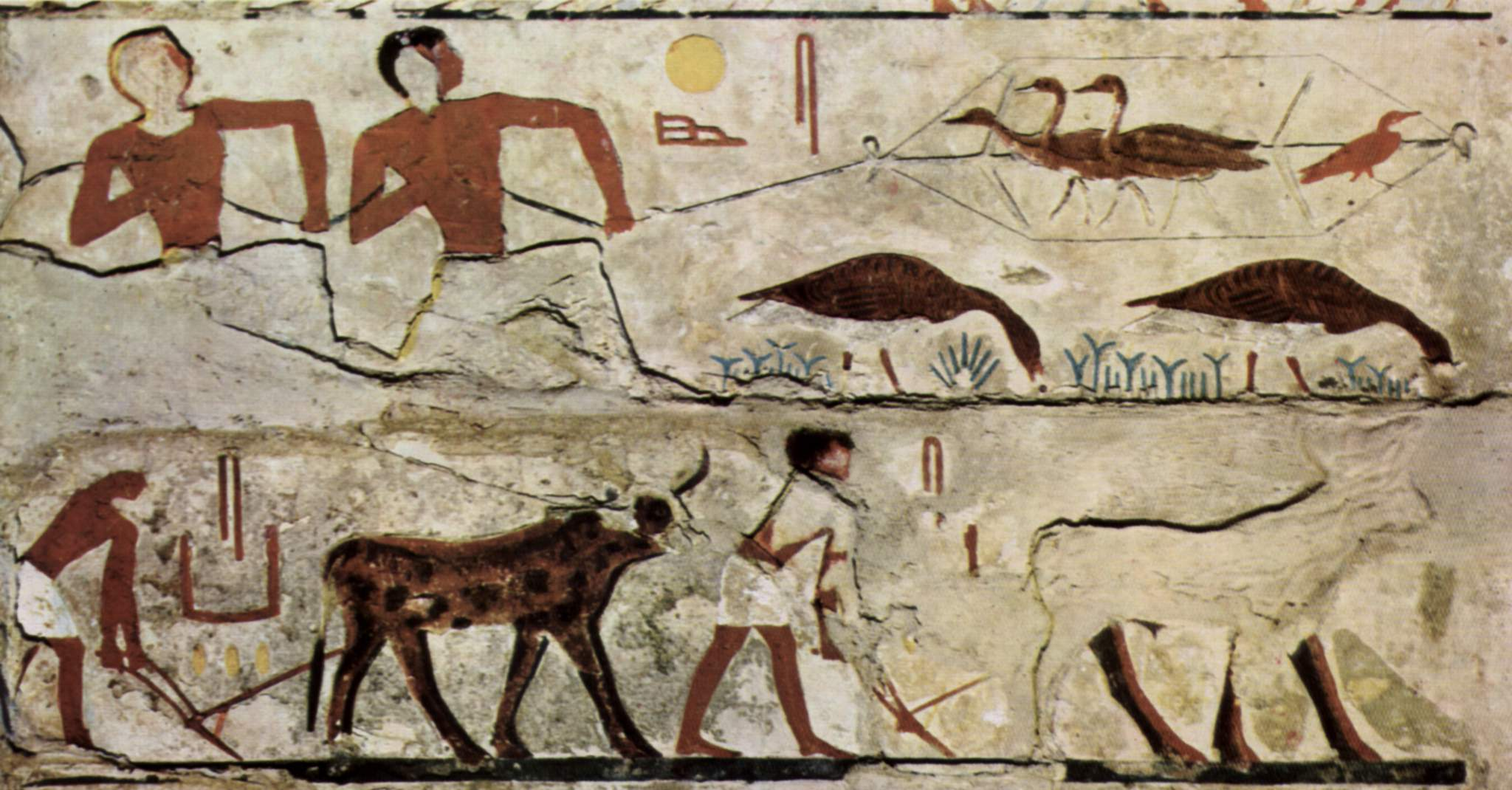
شکار پرندگان و شخم زدن زمین، آرامگاه نفرماآت و همسرش ایتت (c. ۲۷۰۰ ق‌م)

### معماری

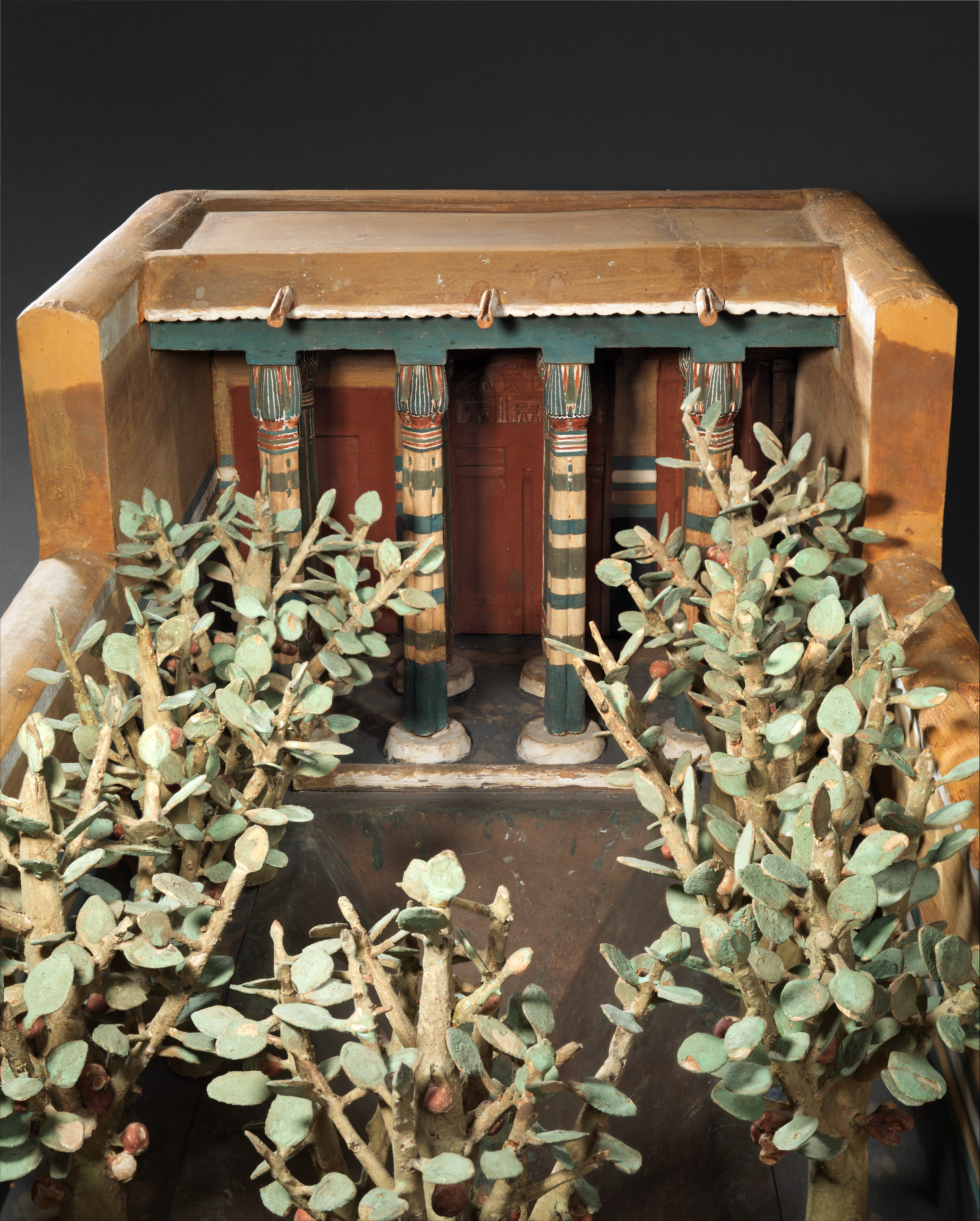
مدل یک ایوان و باغچهٔ خانگی؛ c. ۱۹۸۱–۱۹۷۵ ق‌م
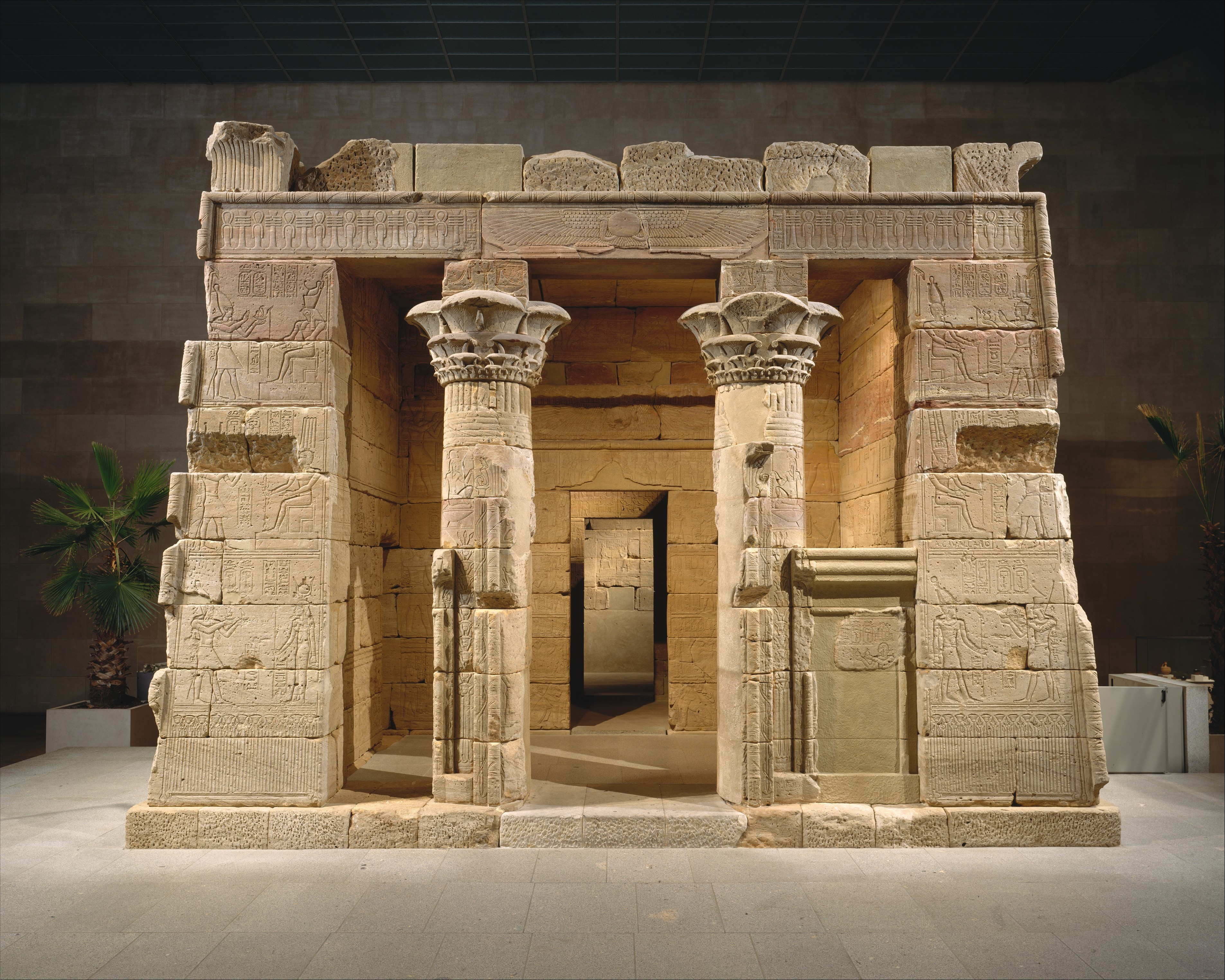
معبد دندور، تکمیل شده در سال ۱۰ قبل از میلاد (موزهٔ هنر متروپولیتن نیویورک)
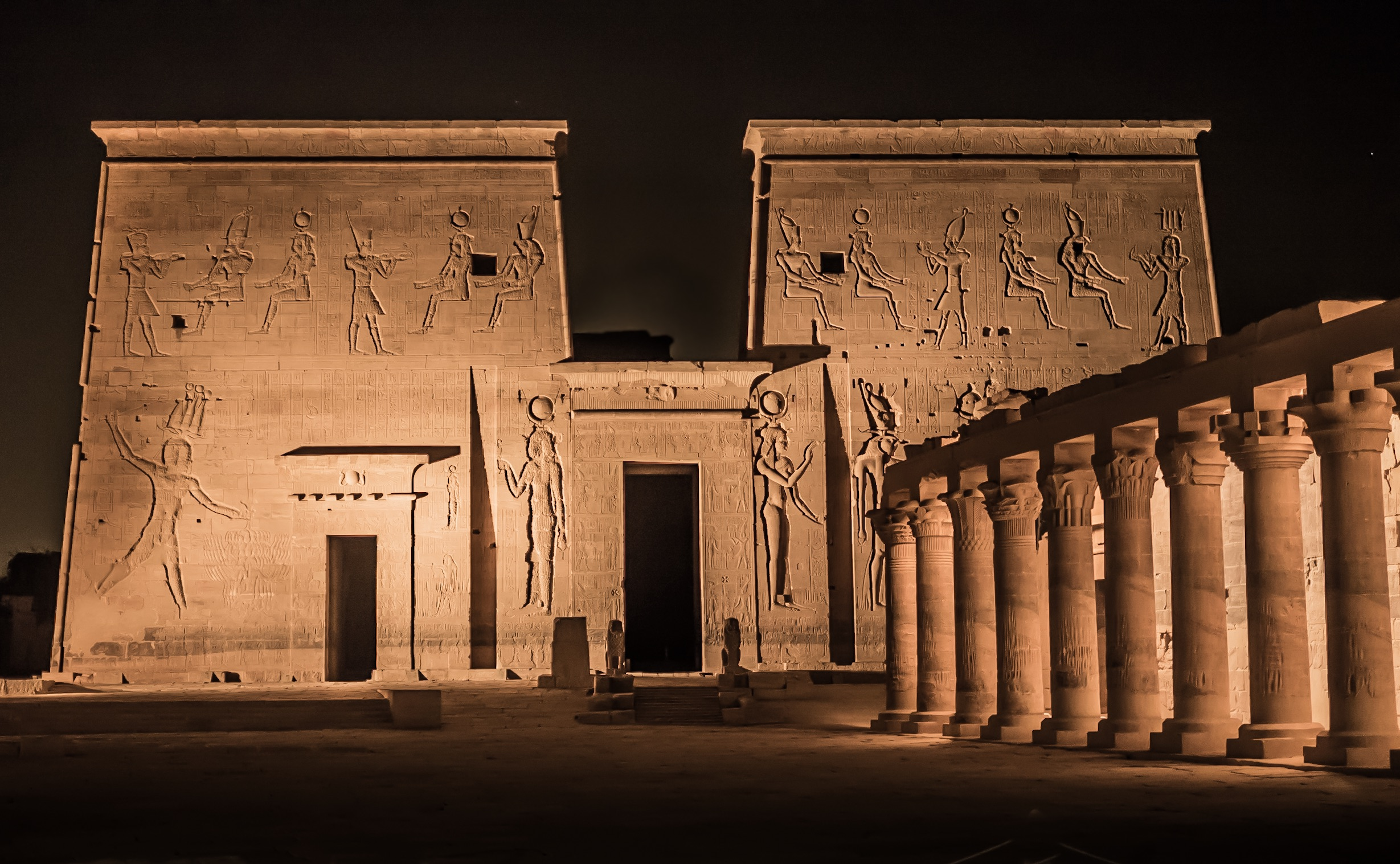
معبد ایسیس در فیله که به خوبی حفظ شده است؛ نمونه‌ای از معماری و مجسمه سازی مصر باستان
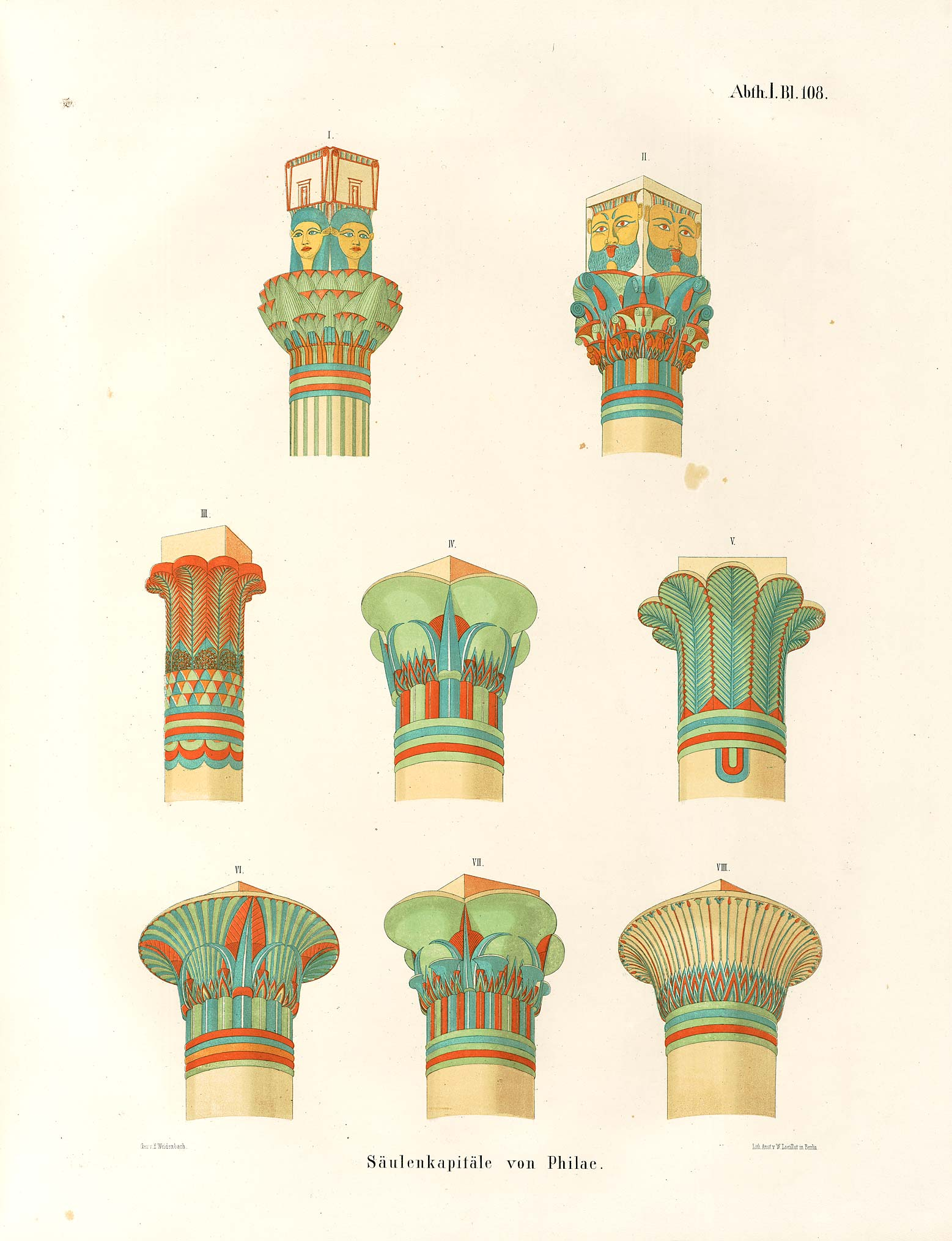
تصویری از انواع سرستون‌ها، اثر کارل ریچارد لپسیوس

### هنر

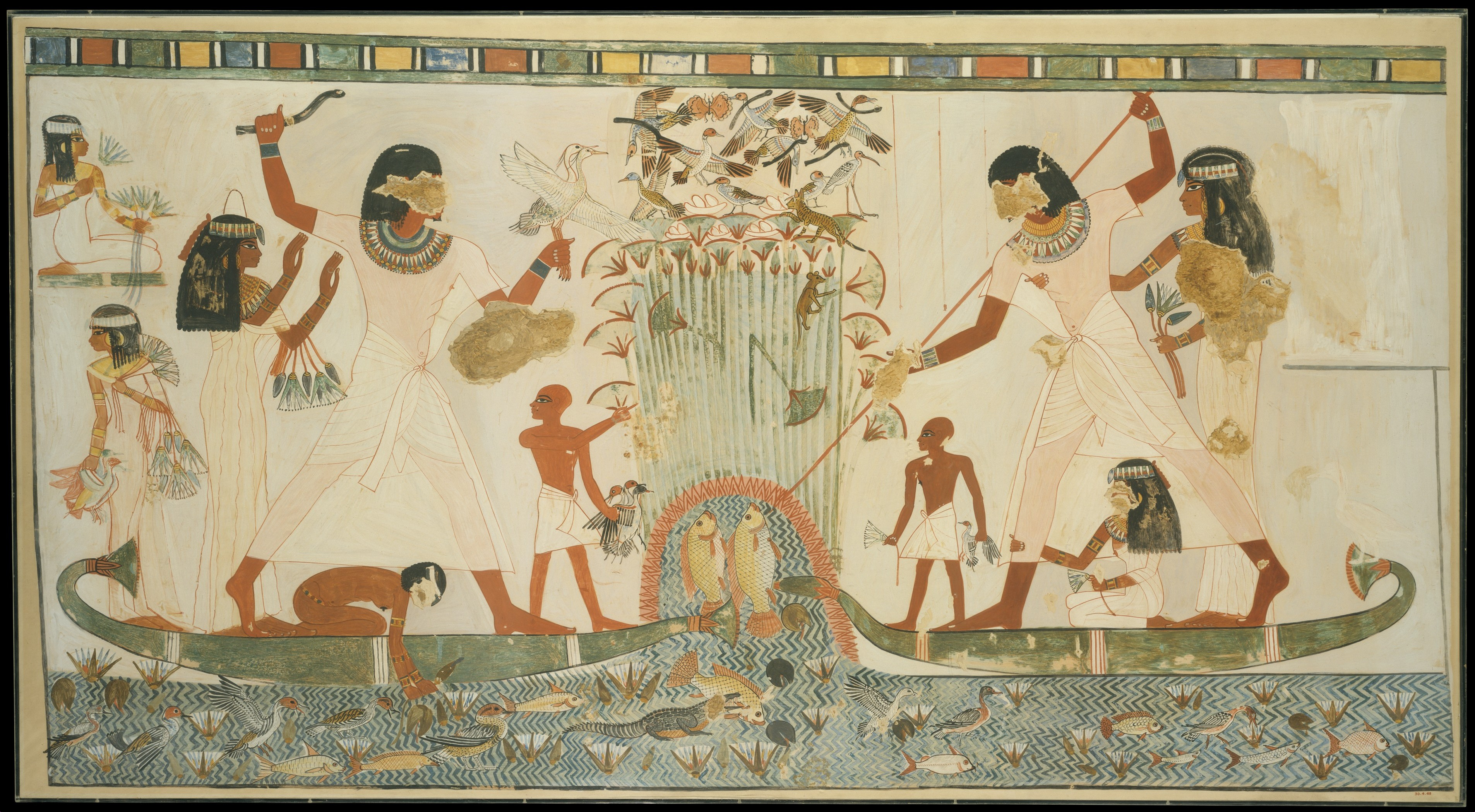
منای کاتب و خانواده‌اش در حال شکار؛ نقشی از آرامگاه مناc. ۱۴۰۰ ق‌م

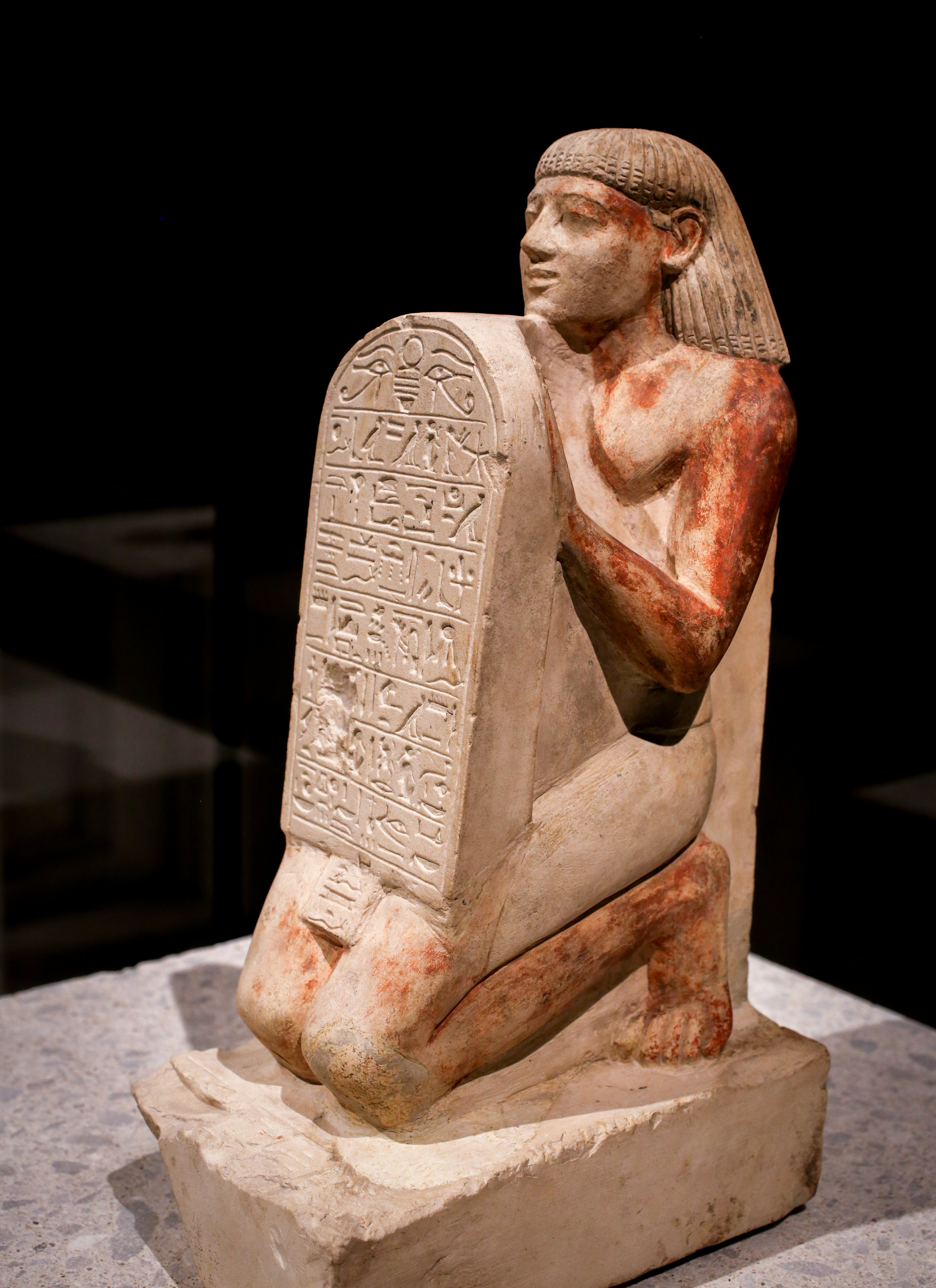
تندیس آمنمهات؛ c. ۱۵۰۰ ق‌م
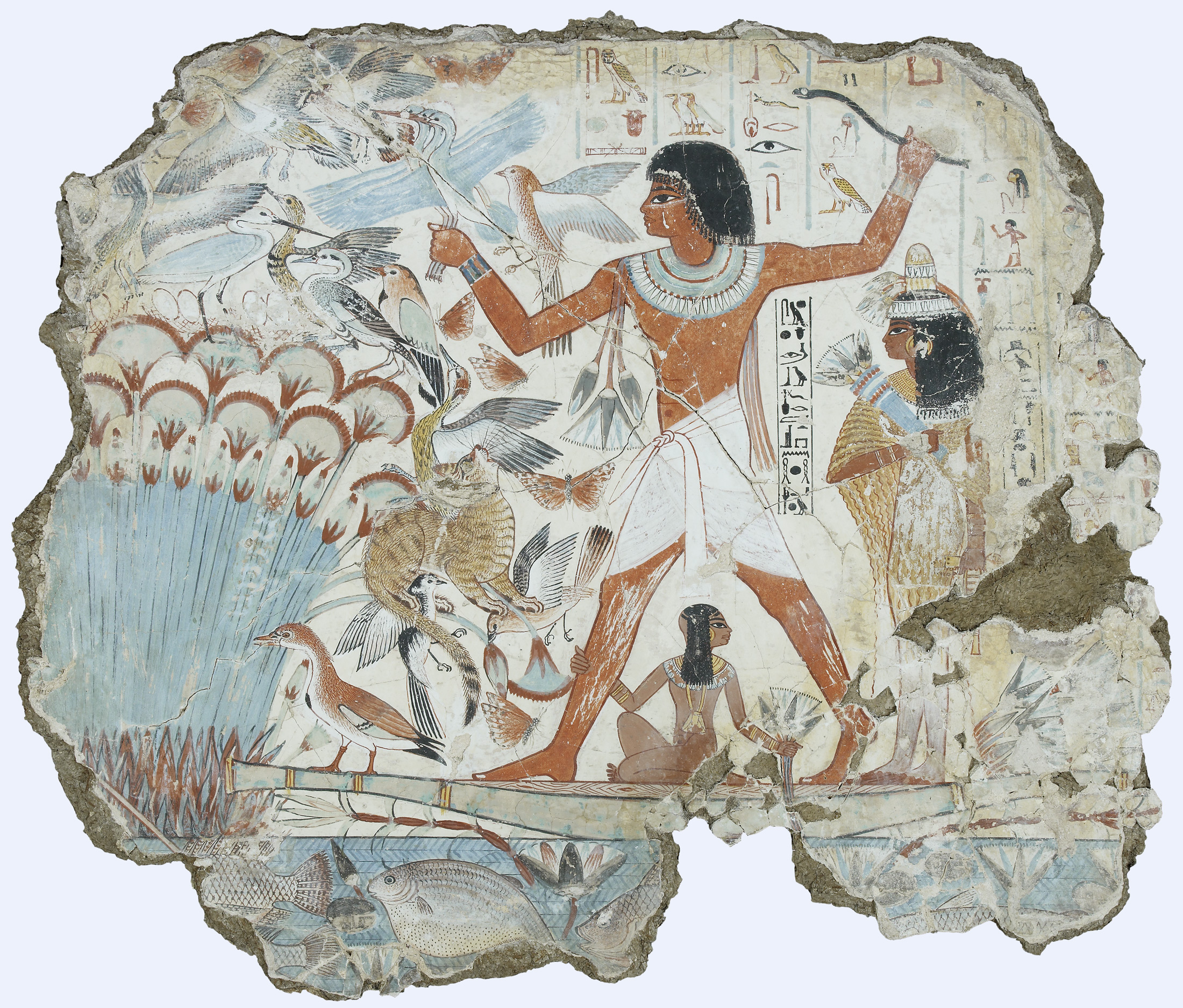
نب‌آمون و شکار پرندگان c. ۱۳۵۰ ق‌م
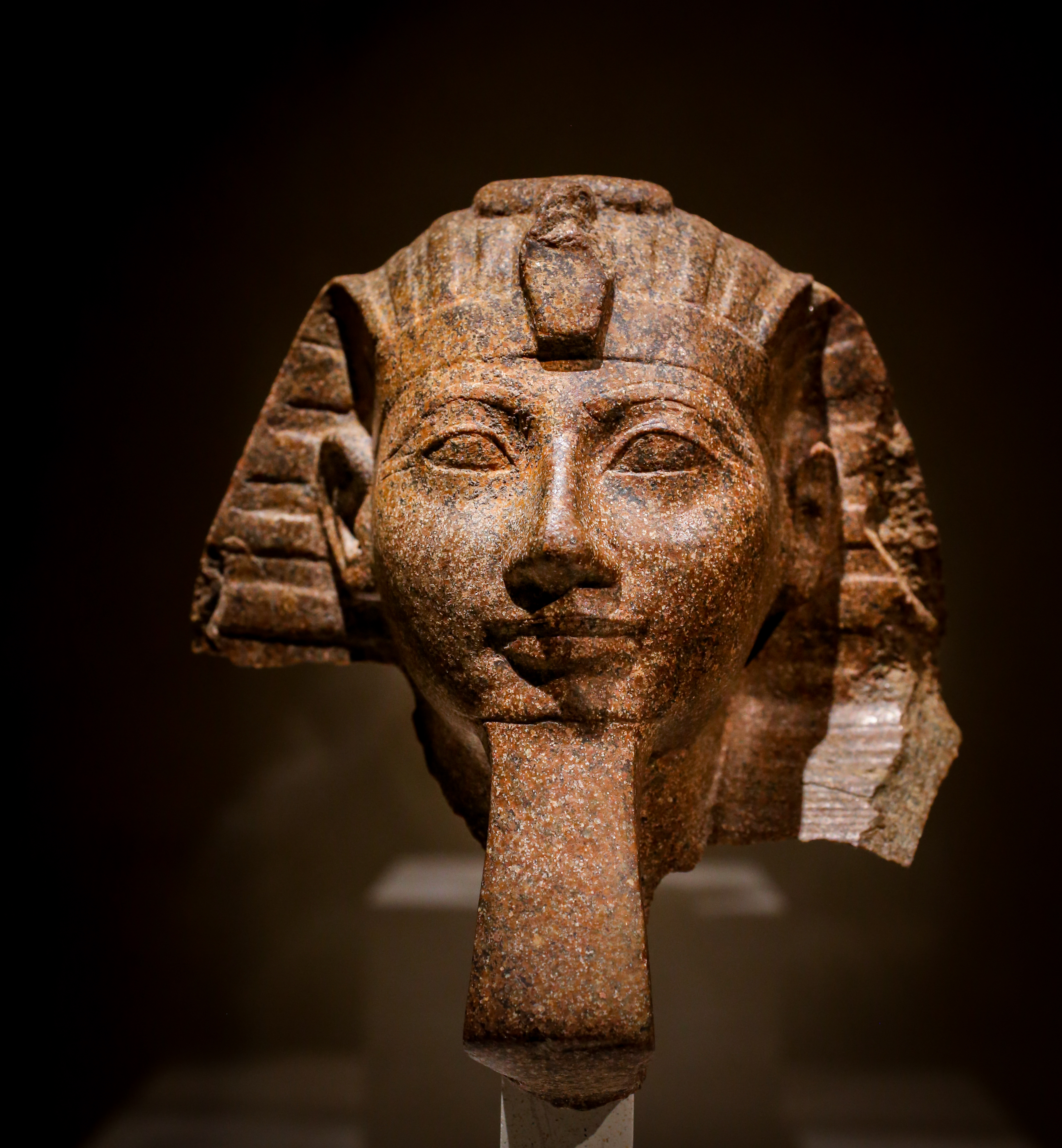
سردیس فرعون حتشپسوت یا تحوتموس سوم؛ ۱۴۸۰–۱۴۲۵ ق‌م
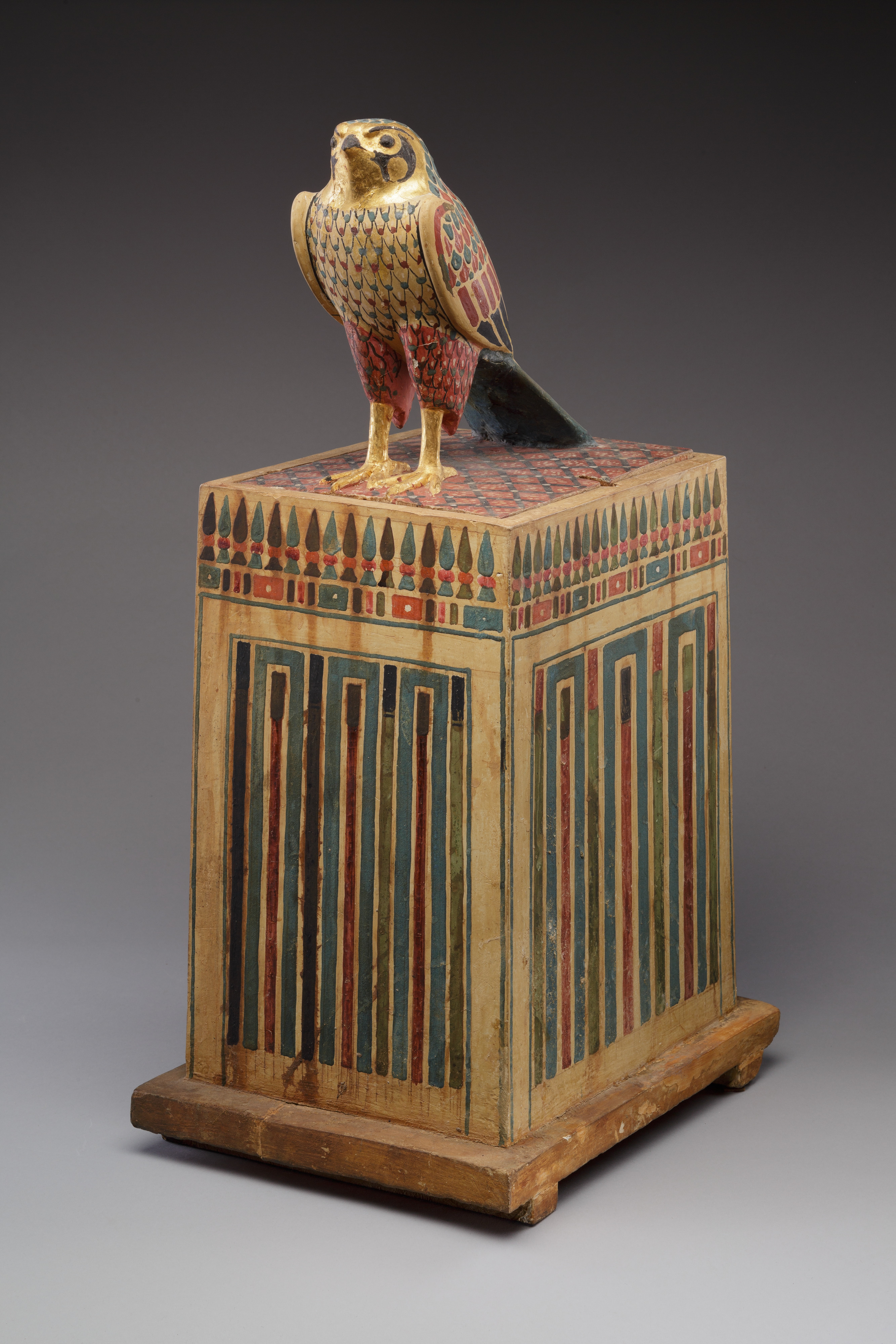
جعبه‌ای با سر شاهین؛ ۳۳۲-۳۰ ق‌م

### باورهای مذهبی

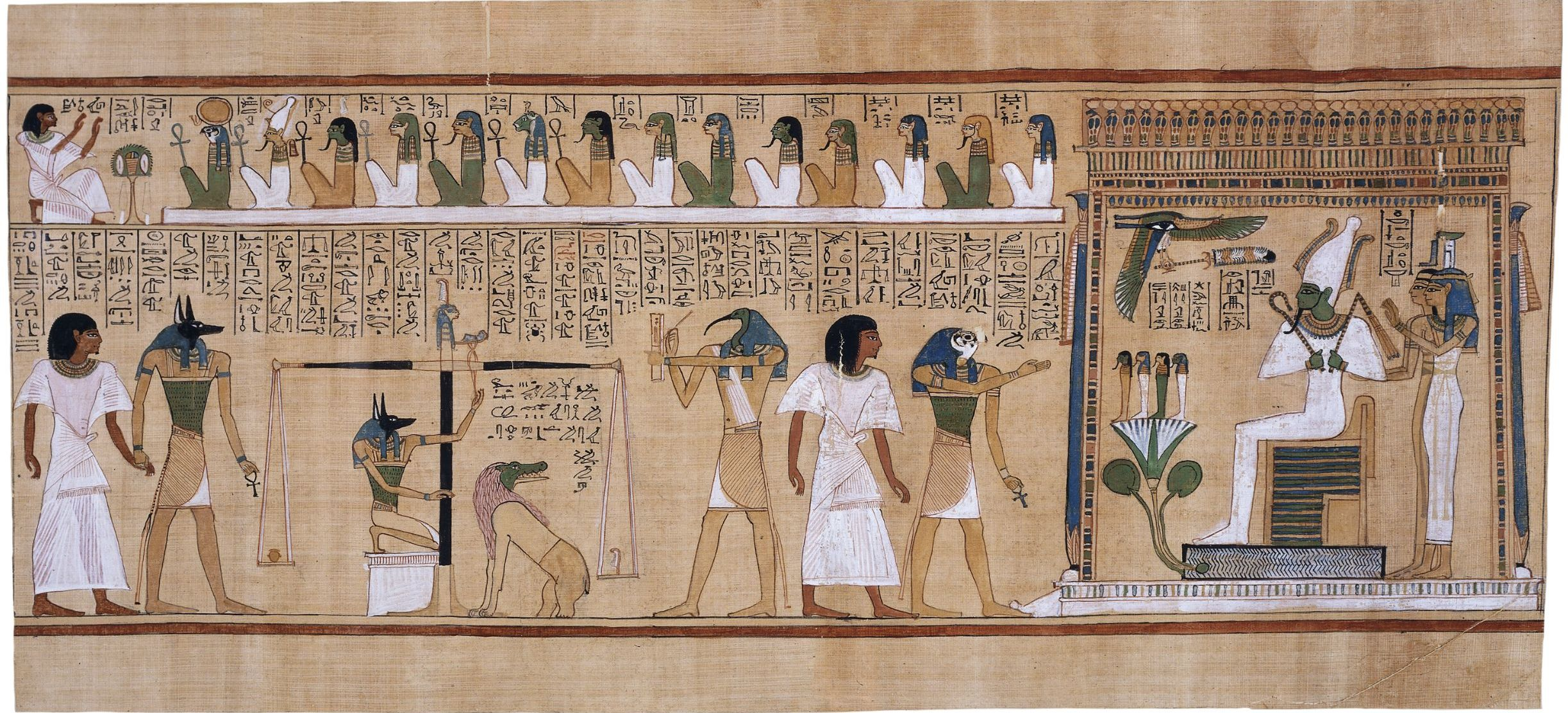
کتاب مردگان، راهنمایی برای سفر متوفی به جهان آخرت بود.

### تدفین

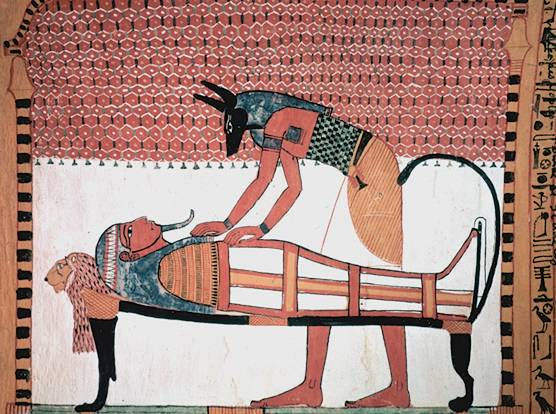
آنوبیس، خدای مومیایی‌ها و تدفین، بالای سر یک مومیایی.

## ارتش

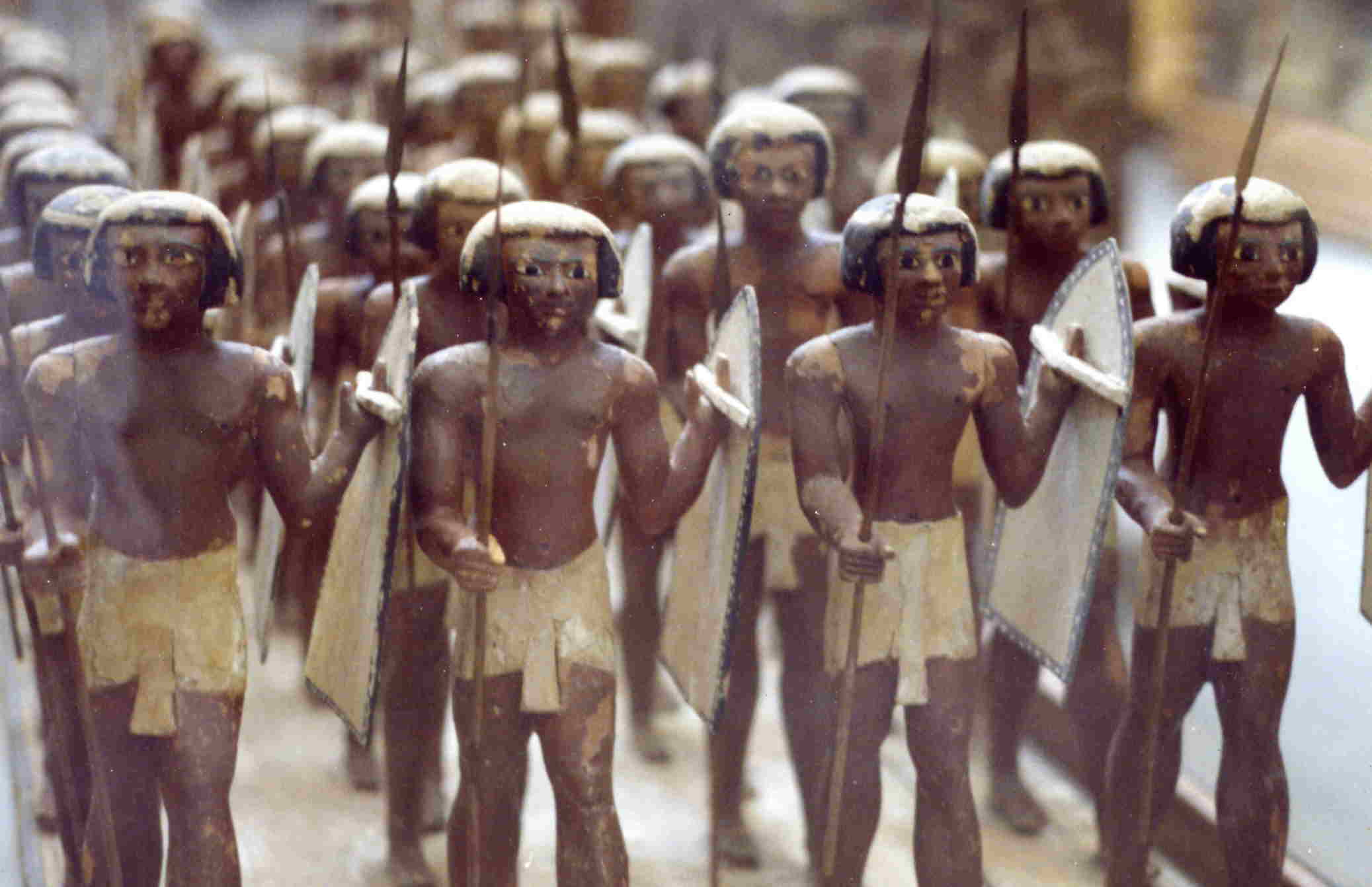
سربازان چوبی آرامگاه مسحتی (دودمان یازدهم)

### لعاب و شیشه

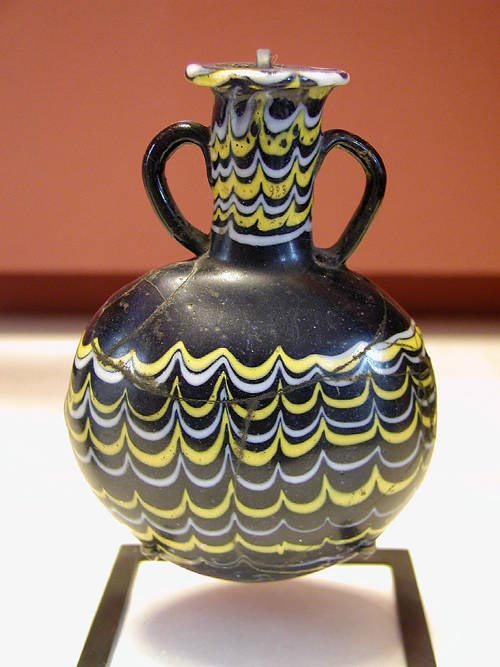
مصریان باستان در هنر شیشه‌سازی بسیار ماهر بودند.

### پزشکی

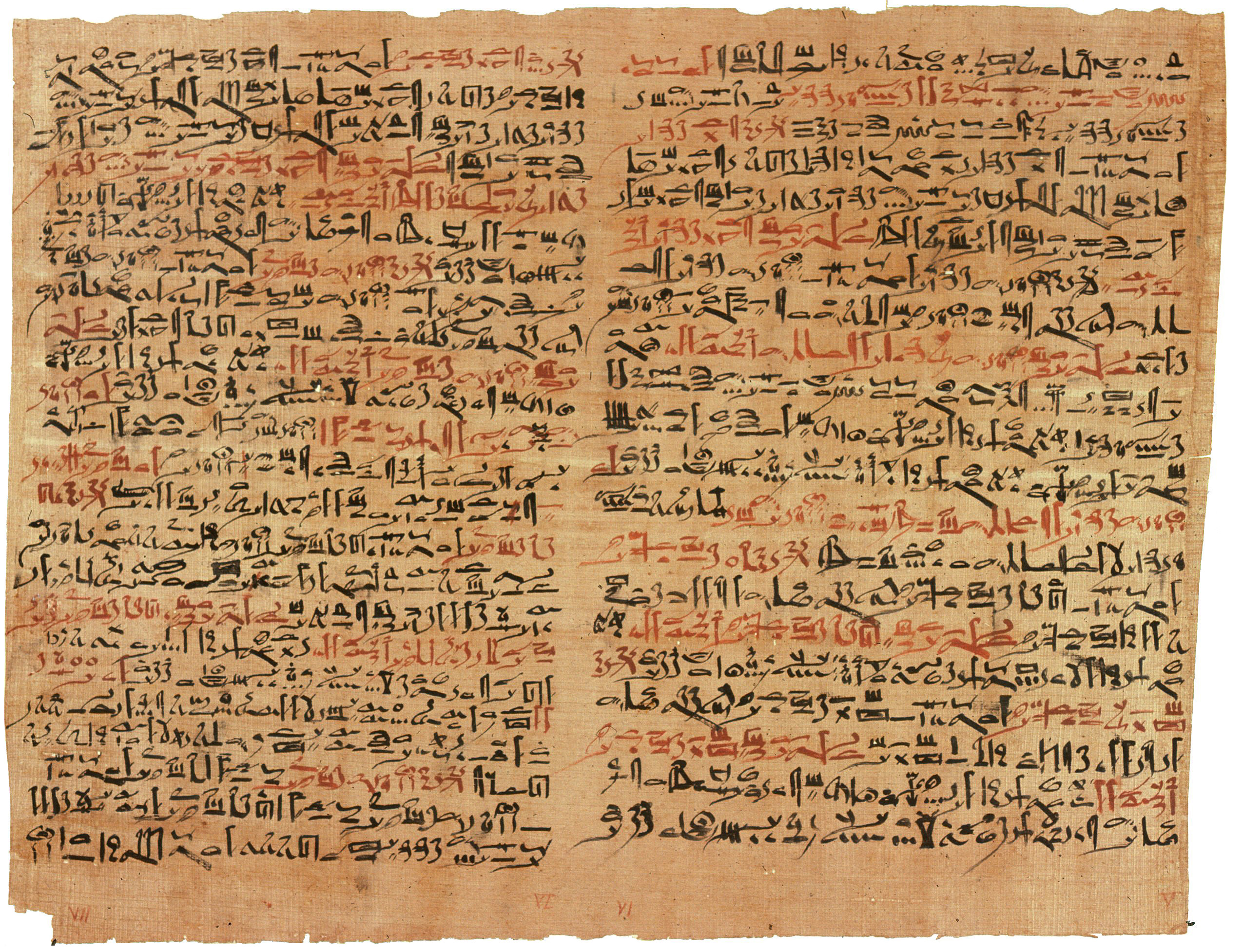
پاپیروس جراحی ادوین اسمیت آناتومی و درمان‌های پزشکی را شرح می‌دهد و به خط هیراتیک نوشته شده است، c. ۱۵۵۰ ق‌م